# Pavel Vavrys
Pavel Vavrys (* 18. prosince 1947, Mikulčice) je český akademický malíř a ilustrátor.
V roce 1967 vystudoval SUPŠ v Uherském Hradišti, v roce 1973 ukončil studia na AVU v Praze u profesora Karla Součka. Patří ke generaci výtvarných umělců formujících se v polovině 70. let dvacátého století. Jeho tvorba se vyznačuje příklonem ke klasickým hodnotám malby. Tematicky se v obecném slova smyslu zabývá otázkami lidské existence. Jeho tvorba se obvykle vyznačuje řadou významových rovin a obsahových souvislostí, je charakteristická velkou silou autentické výpovědi a psychologickou hloubkou. Humanistické vyznění jeho děl odráží autorovu víru v pozitivní hodnoty člověka a života.

## Život

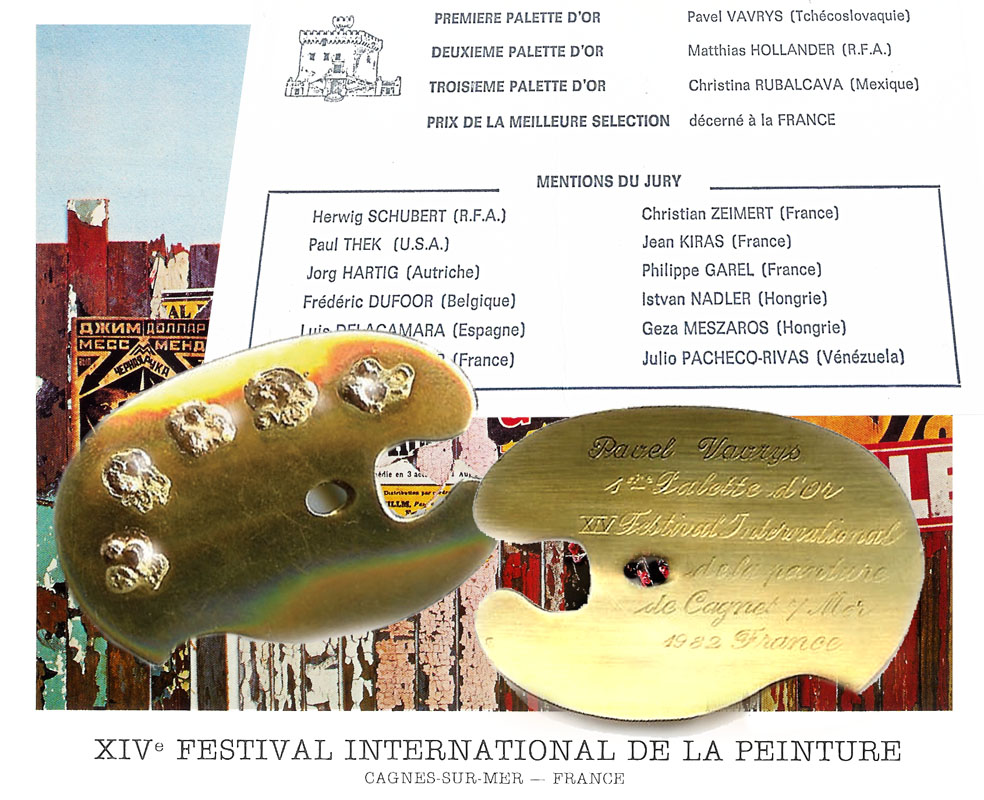
1. cena „ZLATÁ PALETA“ (1982)

Narodil se v Mikulčicích, řadu let bydlel a působil v Uherském Hradišti, kde ve svých čtrnácti letech zahájil svou uměleckou kariéru (cena Stříbrný pohár na celosvětové výstavě dětské malby v Dilí v Indii v kategorii 14 let). Roku 1972 se oženil s Martou, dcerou českého akademického sochaře Evžena Macků. V roce 1984 se odstěhoval s rodinou do Prahy. V roce 1990 založil Galerii Vavrys. Je laureát několika uměleckých cen doma i v zahraničí. V roce 1982 obdržel 1. cenu „ZLATÁ PALETA“ na XIV. Mezinárodní soutěži malby v Cagnes sur Mer v jižní Francii.  Všechny tři vítězné obrazy byly téhož roku zakoupeny do sbírek Národní galerie v Praze.

## Dílo
Svými obrazy je Pavel Vavrys zastoupený ve sbírce Národní galerie v Praze, v regionálních galeriích v České a Slovenské republice a v početných soukromých sbírkách téměř po celém světě. Věnuje se též monumentální malbě  a ilustraci knih. Pravidelně přispívá svými obrazy do aukcí a na charitativní účely. Od roku 2011 je členem Kolegia ceny Ď ve Zlínském kraji. V roce 2013 podepsal memorandum s Československou obcí legionářskou (ČsOL) o výtvarné spolupráci na projektu LEGIE 100.

### Výstavy
Od roku 1975 do současnosti (2018) uskutečnil přes 100 samostatných výstav a taktéž mnoho desítek účastí na výstavách skupinových.

### Česká paměť

#### Tematická náplň
Od počátku 80. let dvacátého století pracuje Pavel Vavrys na jednom ze svých nejrozsáhlejších projektů – obrazovém cyklu nazvaném Česká paměť. Obrazy náležející do tohoto cyklu svým obsahem zobrazují dramatické dějinné události, které psaly historii samostatného státu Čechů a Slováků od jeho vzniku (1918) až po současnost (2018). Jedná se o obrazy kompozičně spojené s portréty známých osobností: legionářů, sokolů, významných politiků ale i bezejmenných hrdinů, kteří velkou měrou přispěli ke vzniku Československa. Cyklus zahrnuje také obrazy s tematikou spojenou s osobnostmi odbojářů působících za druhé světové války v domácím i zahraničním odboji. V cyklu Česká paměť nechybí ani obrazy inspirované pohnutými událostmi současného světa.

#### Geneze vzniku
K vytvoření prvních obrazů cyklu Česká paměť inspiroval Pavla Vavryse nález starého kufru na půdě starého domu před zbouráním. Ten obsahoval fotografie a růžové korespondenční lístky doručené polní poštou od neznámého vojáka ze zákopů na frontě první světové války. Dojemné texty plné naděje na konec války a vytoužený návrat domů přiměly Pavla Vavryse k jejich zhmotnění do výtvarného díla. Jako vhodnou uměleckou formu zvolil příklon k tradiční malbě provedené na kulatých dřevěných deskách. Tyto desky měly připomínat žertovné a zábavné střelecké terče našich předků používané ke konci devatenáctého století.
Obsahová náplň prvních maleb z cyklu Česká paměť zachycovala pravděpodobný osud tohoto nešťastného vojáka, často na pozadích utvářených z fragmentů dobových kýčových pohlednic. (Doplněných téměř vždy nějakým plastickým fragmentem – nalepuje například korespondenční lístek polní pošty, fotografie, vystřelené nábojnice, ostnatý drát, či části oděvu a podobně.) Následovaly obrazy inspirované Vavrysovým dědečkem, který se z první světové války (jako mnoho jiných) nevrátil.
Jádro cyklu Česká paměť je tvořeno nejčastěji terči s portréty hlavních hrdinů na pozadí z fragmentů vztahujících se k příběhu oné osoby.
Cyklus Česká paměť se s postupujícím časem dále obsahově měnil aby se nakonec vyprofiloval jako všeobecná výpověď o českém povědomí ale především pak o lidech, hrdinech a vlastencích, ke kterým autor cítí neskonalý obdiv a hlubokou úctu.

Ukázky děl z obrazového cyklu Česká paměť
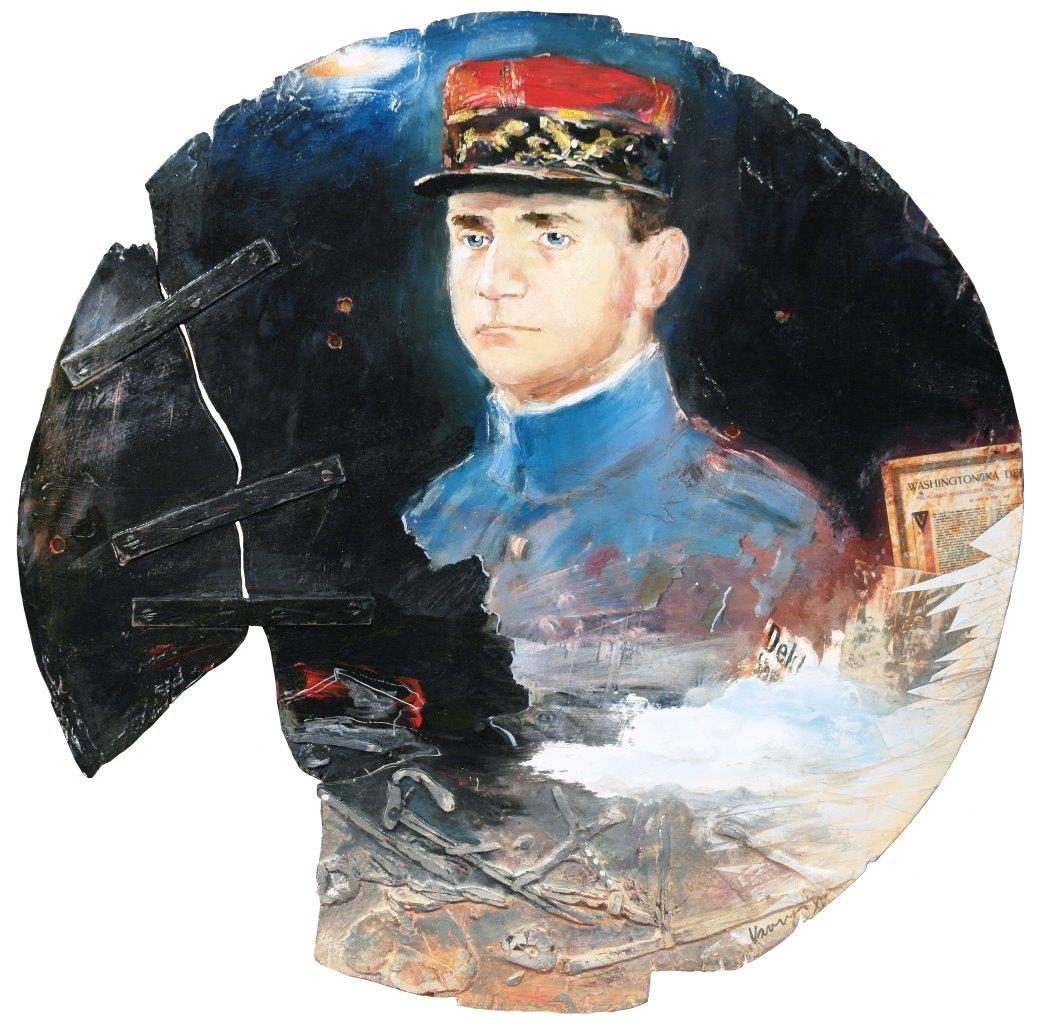
„Generál Milan Rastislav Štefánik“, (průměr 60 cm)
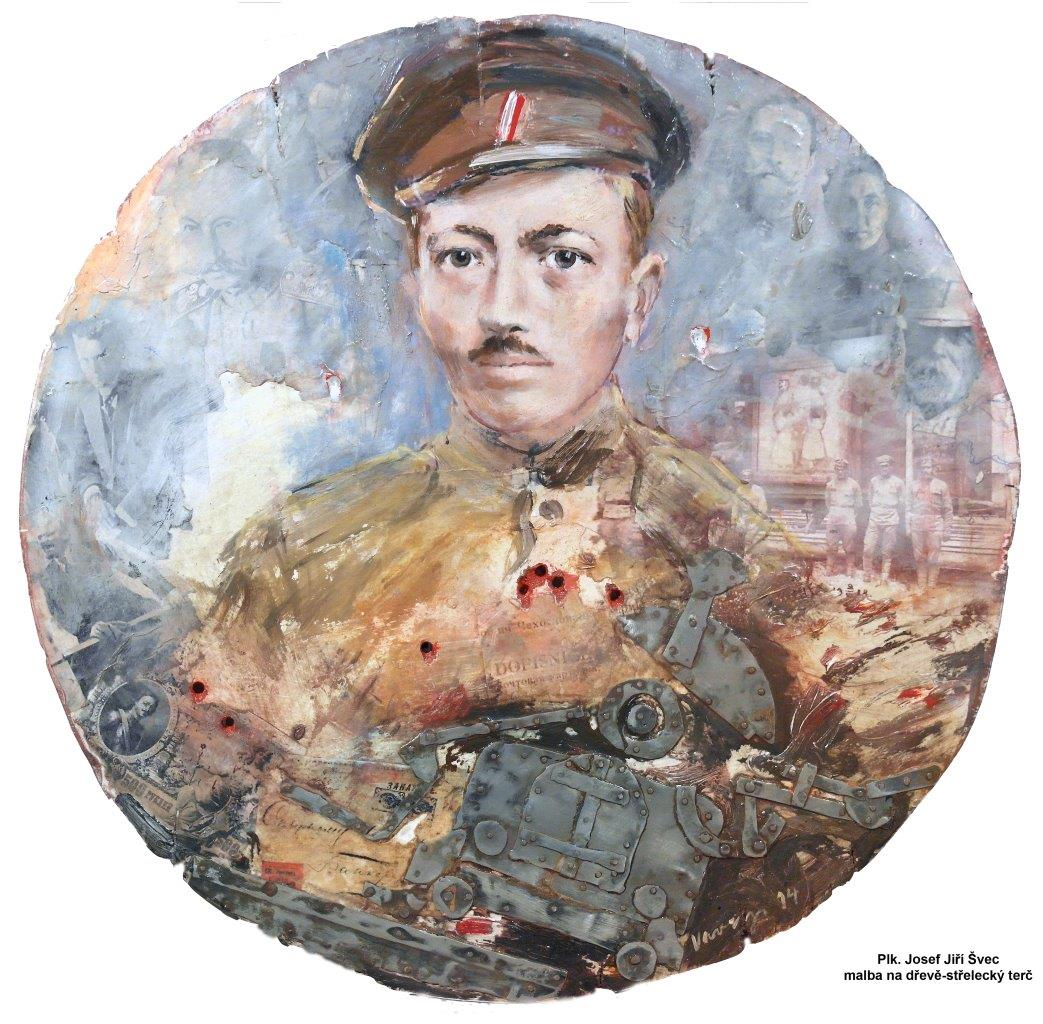
„Plukovník Josef Jiří Švec“, (průměr 60 cm)
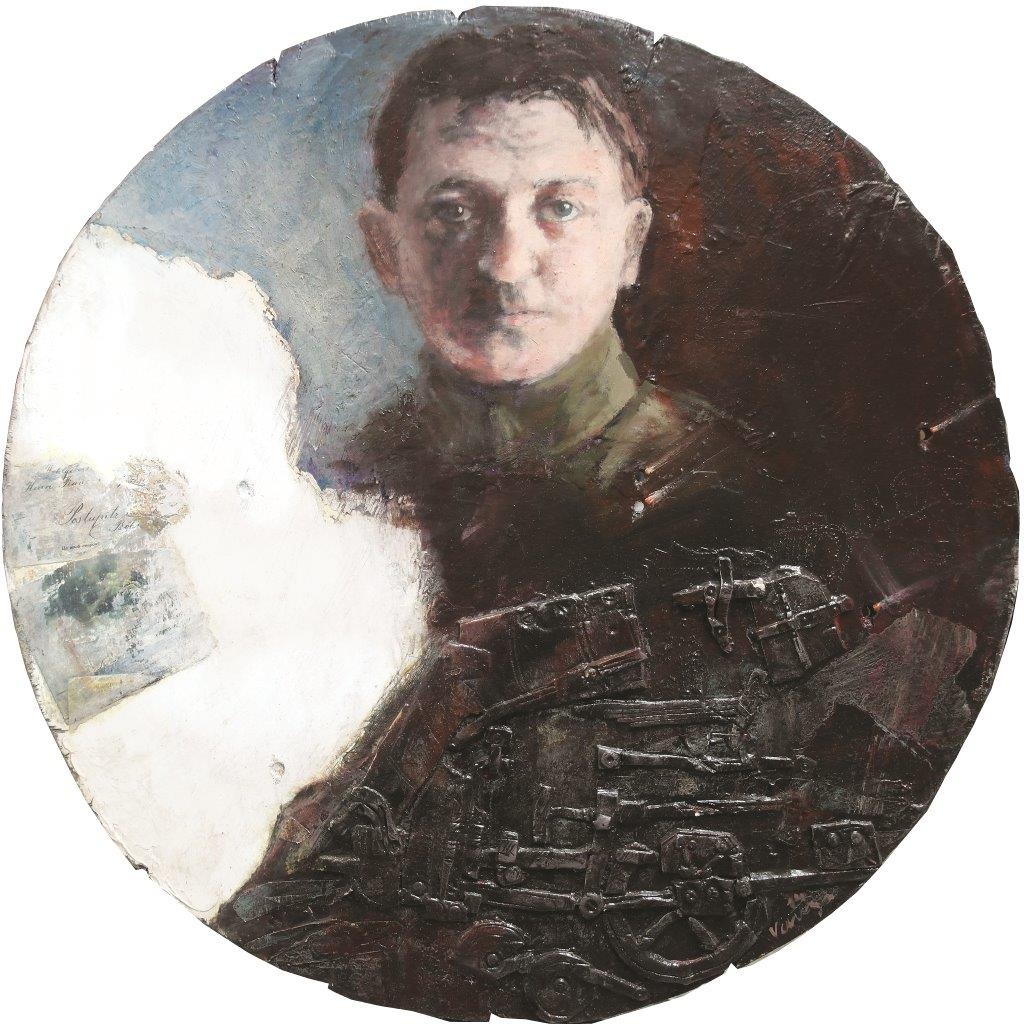
„Generál Stanislav Čeček“, (průměr 60 cm)
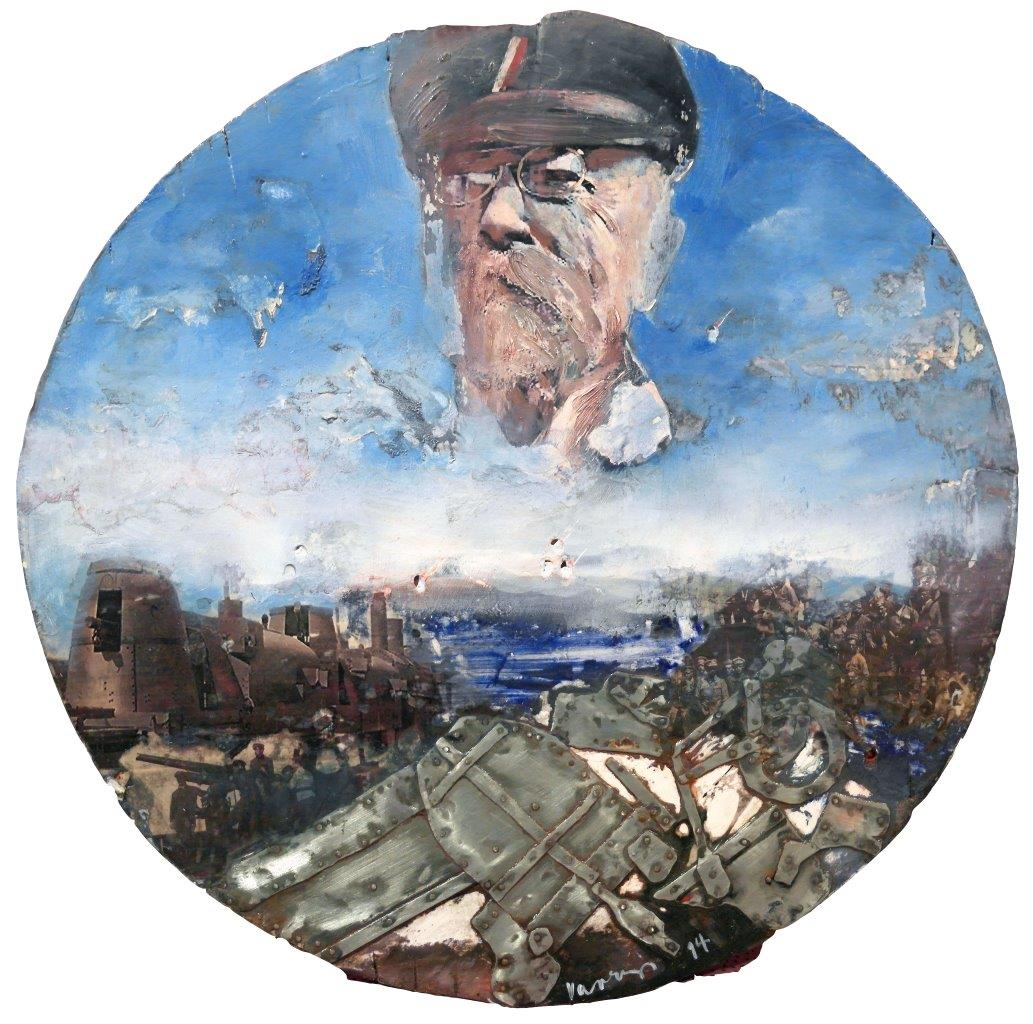
„Tomáš Garrigue Masaryk na Sibiři“, (průměr 60 cm)
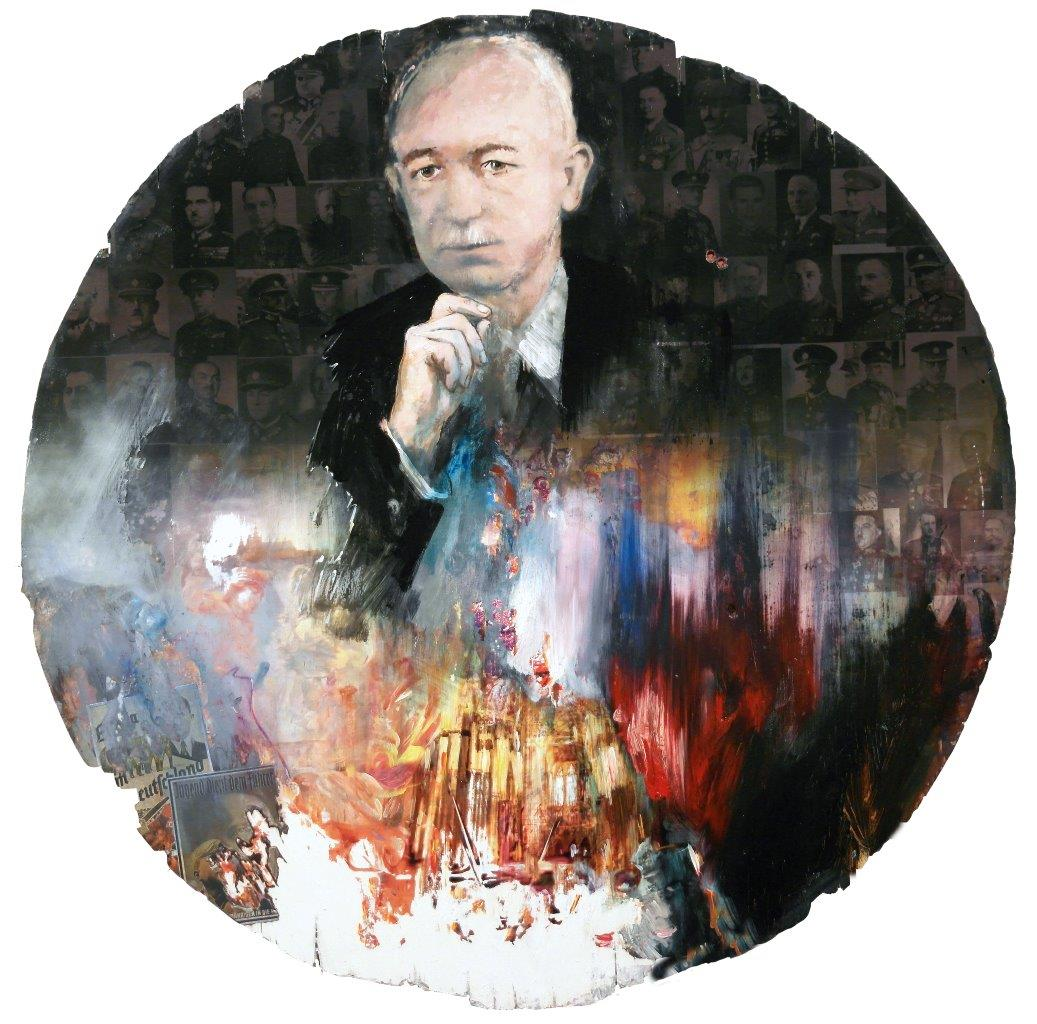
„Prezident Edvard Beneš“; (průměr 85 cm)
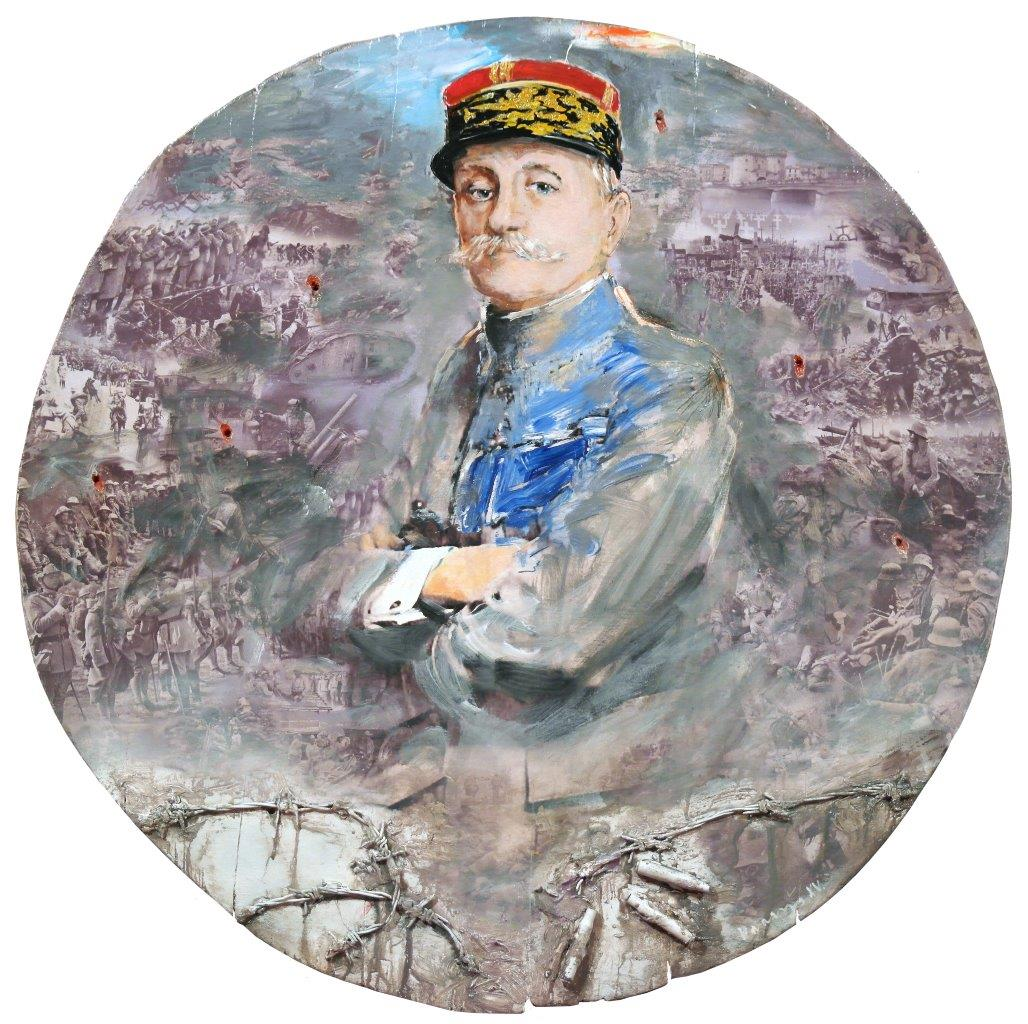
„Maršál Ferdinand Foch“; (průměr 85 cm)
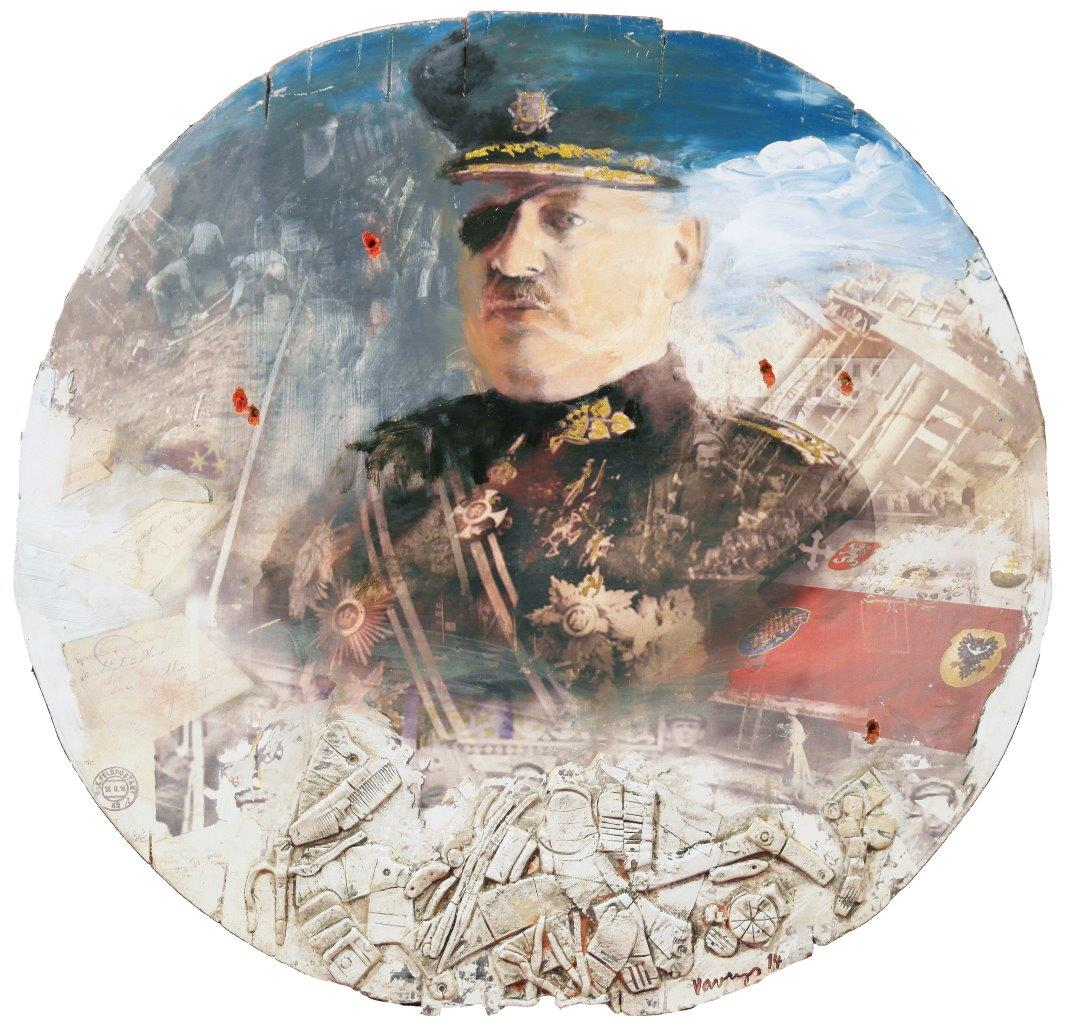
„General Jan Syrový“; (průměr 60 cm)
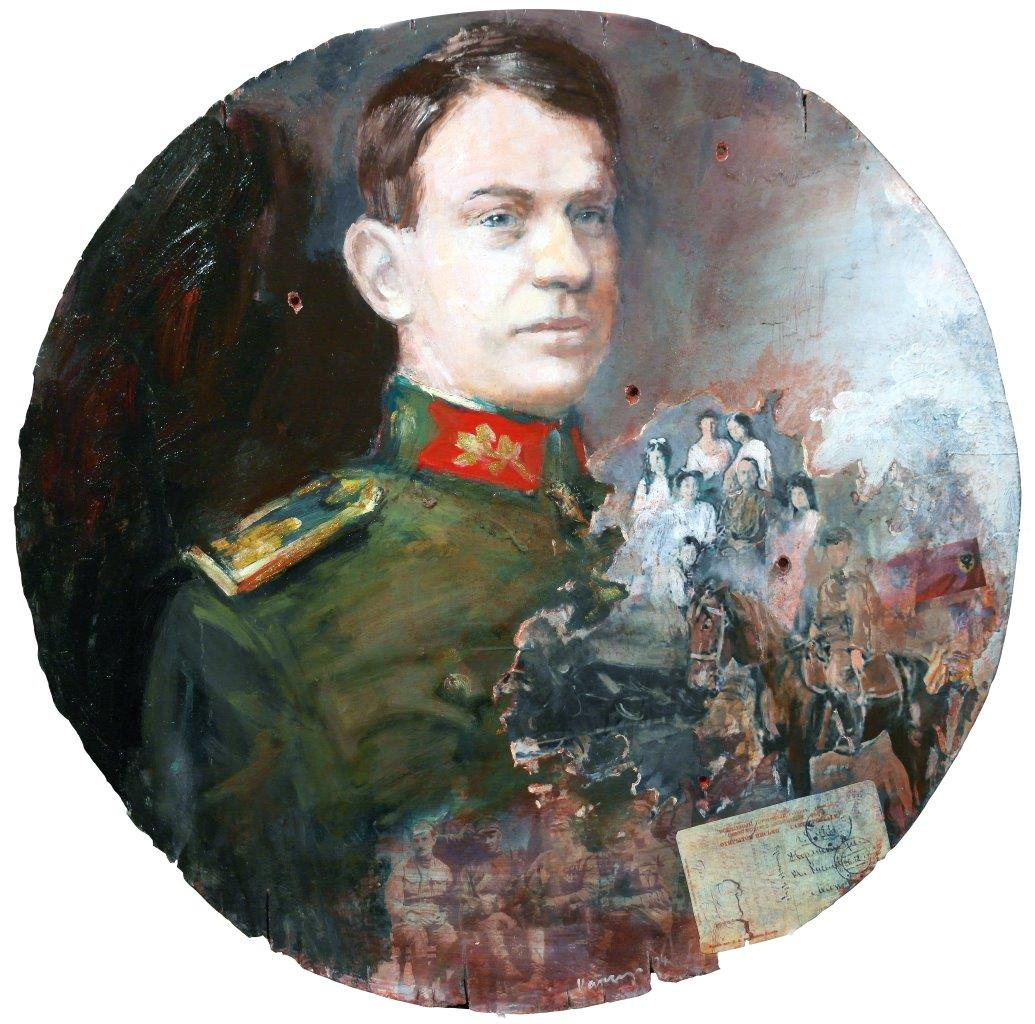
„Generál Radola Gajda“; (průměr 60 cm)
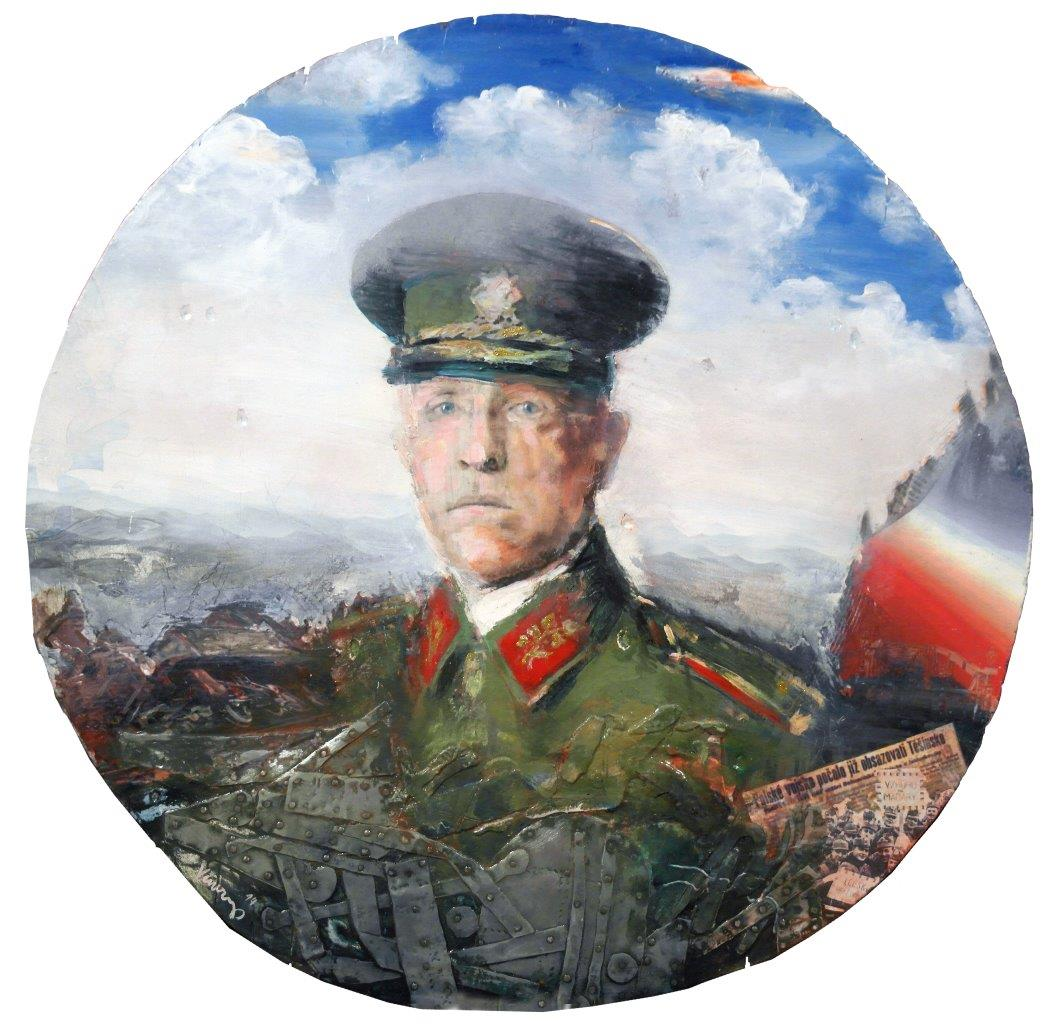
„Generál Josef Šnejdárek“, (průměr 85 cm)
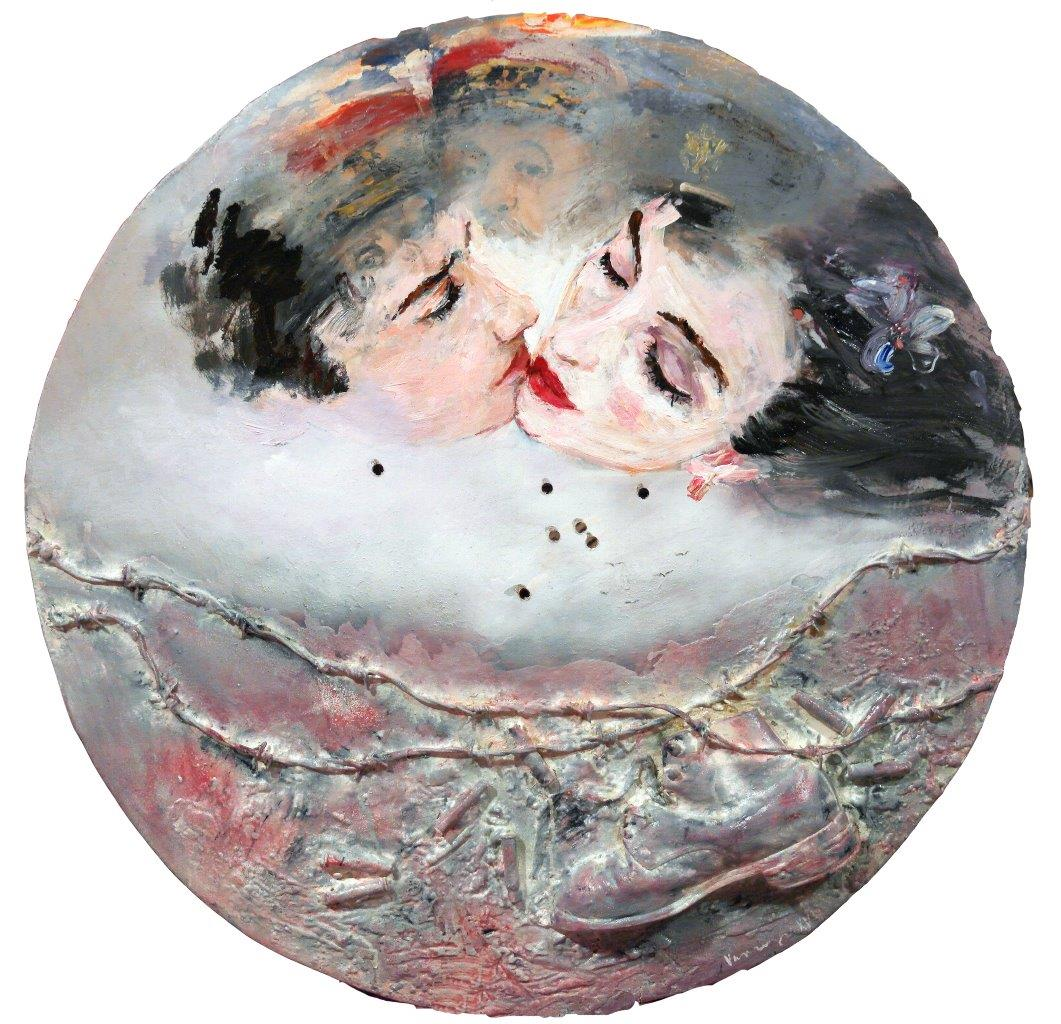
„Z románu Erich Maria Remarque“ (Na západní frontě klid), (průměr 85 cm)
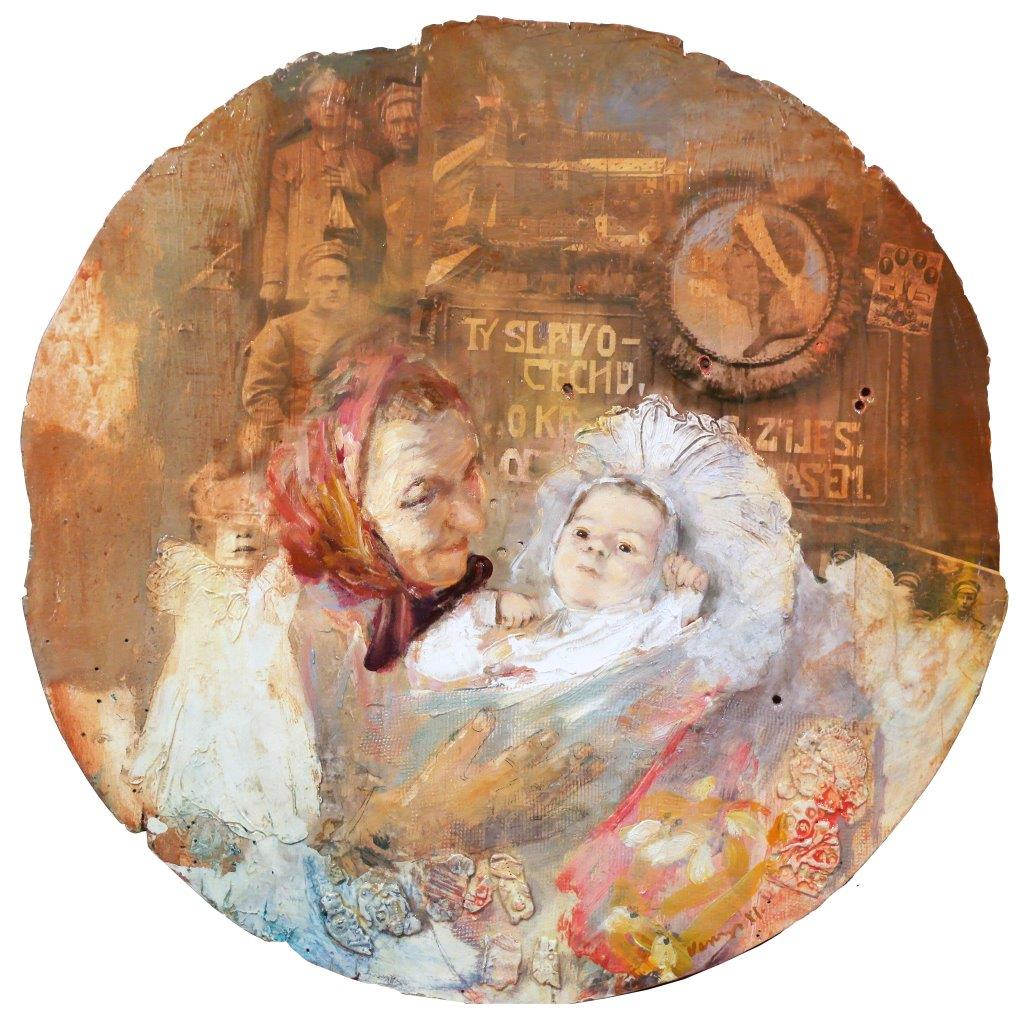
„Návrat do nové vlasti“, (průměr 85 cm)
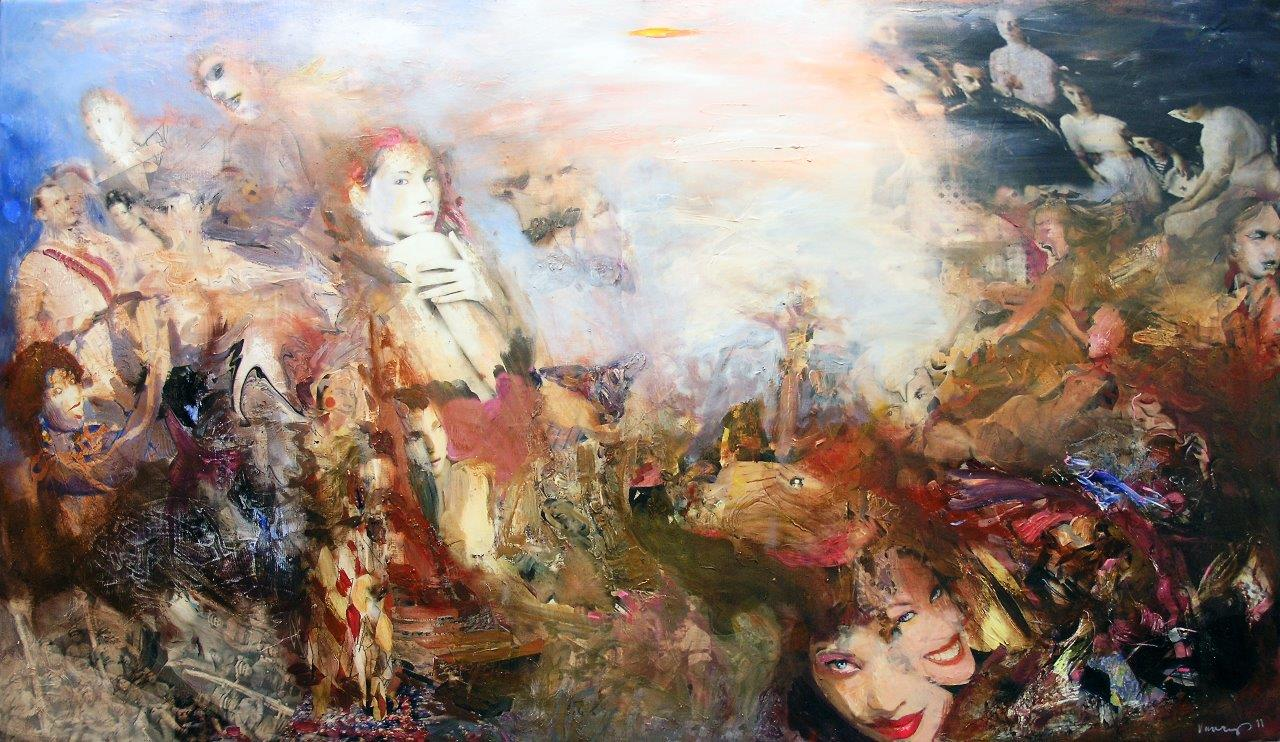
„Počátek 20. století“, (190 × 100 cm)
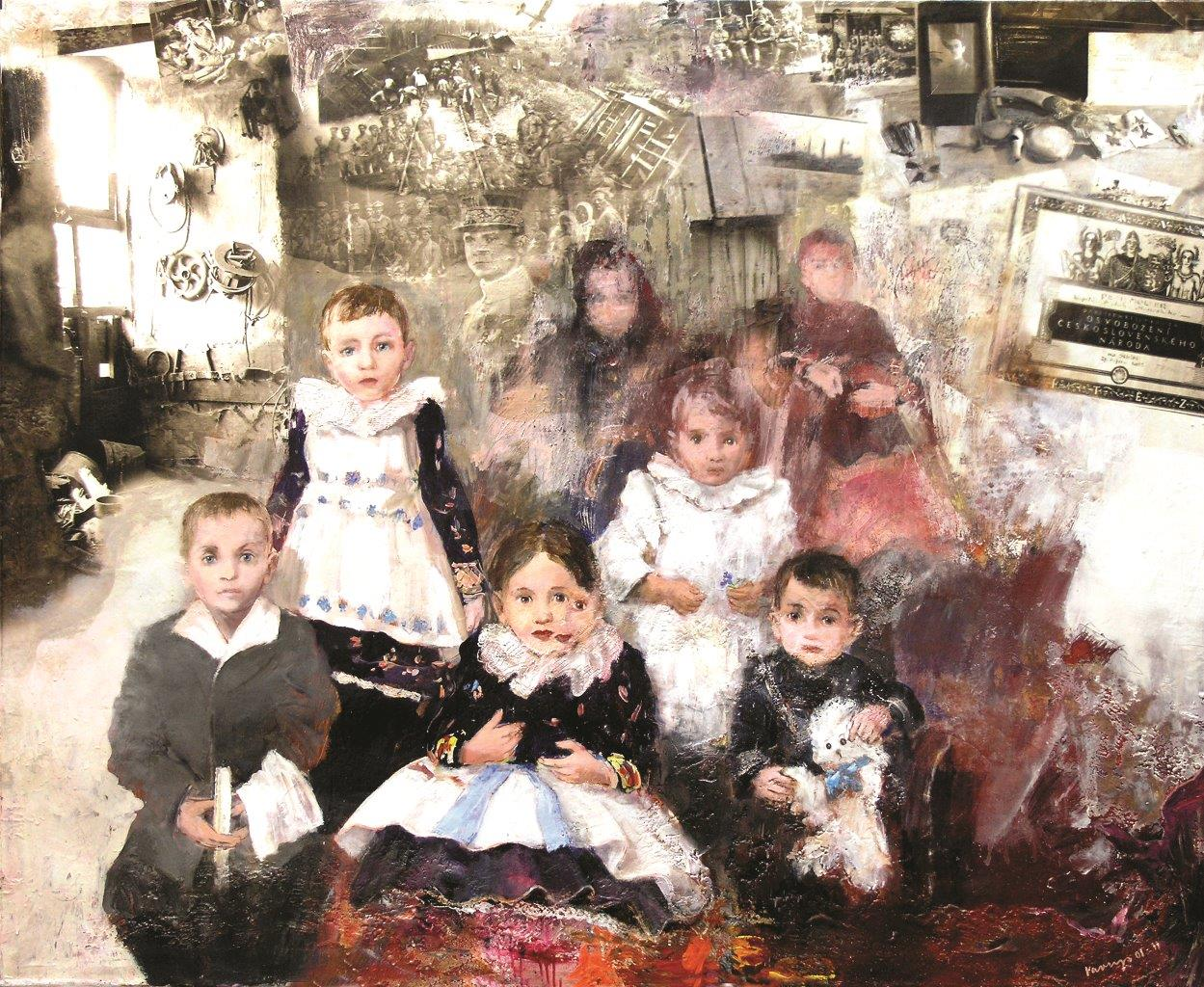
„Děti z 1. světové“, (120 × 145 cm)
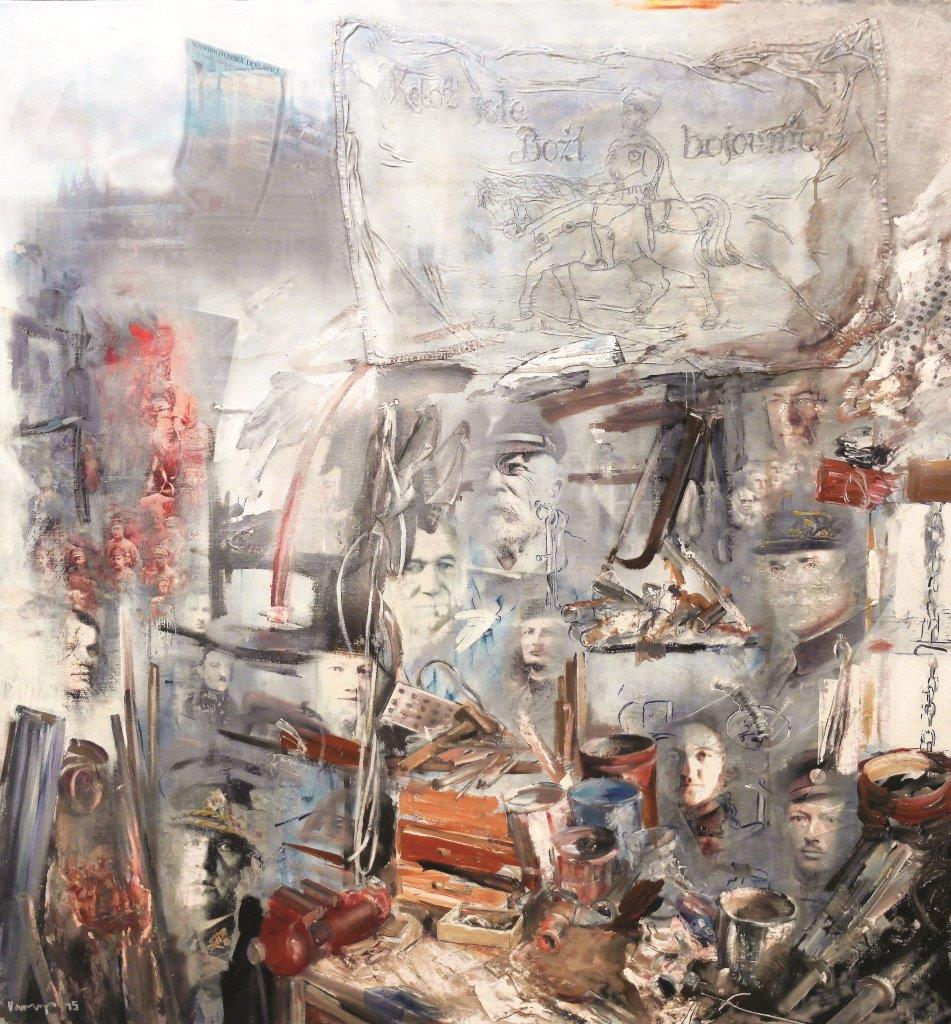
„Dědečkova opuštěná dílna“, (120 × 130 cm)
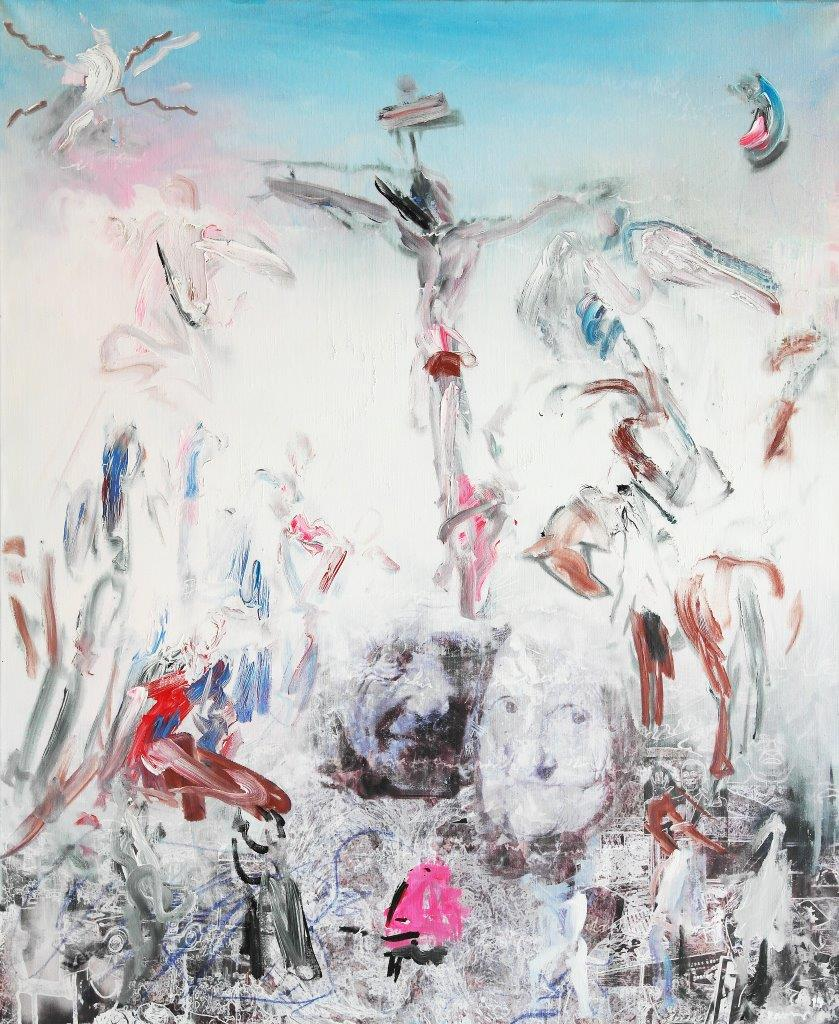
„Pamětníci“, (105 × 130 cm)
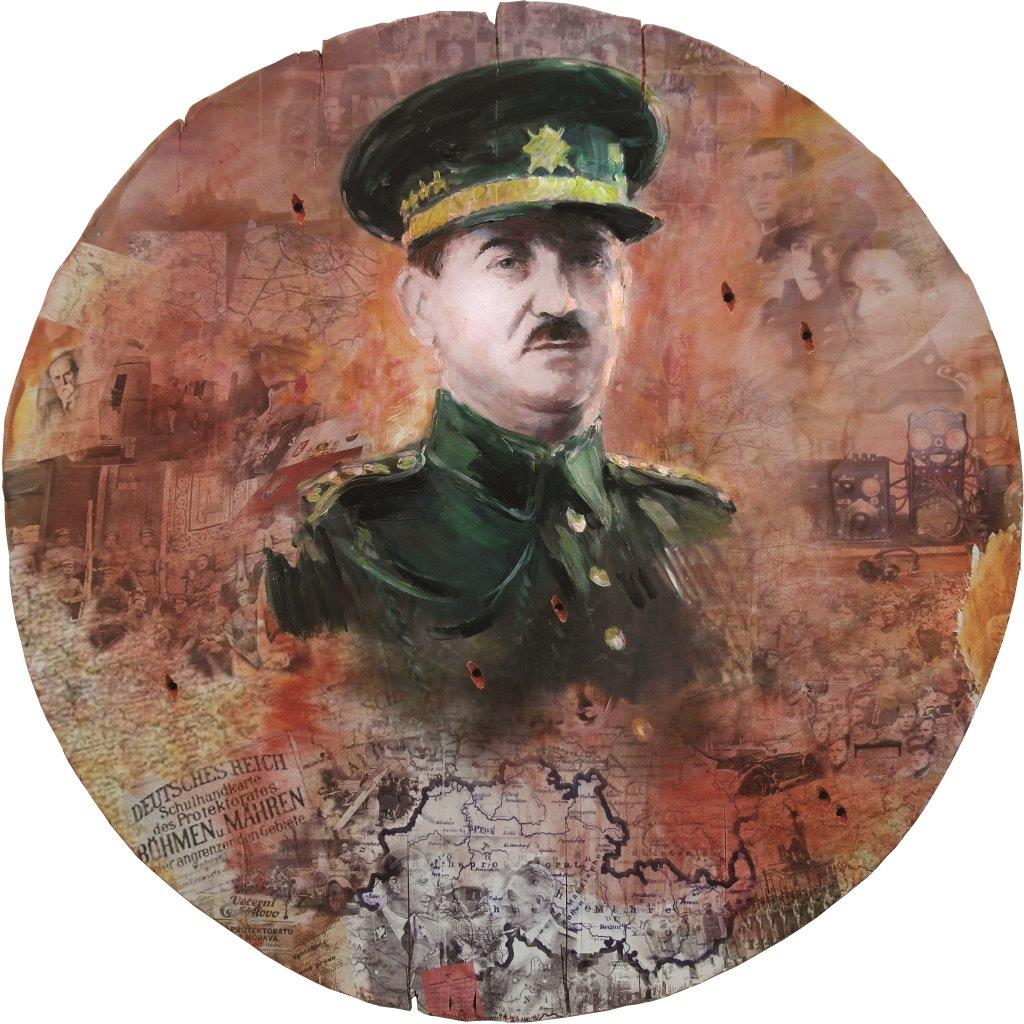
„Generál Josef Churavý“, (průměr 85 cm)[p 3]
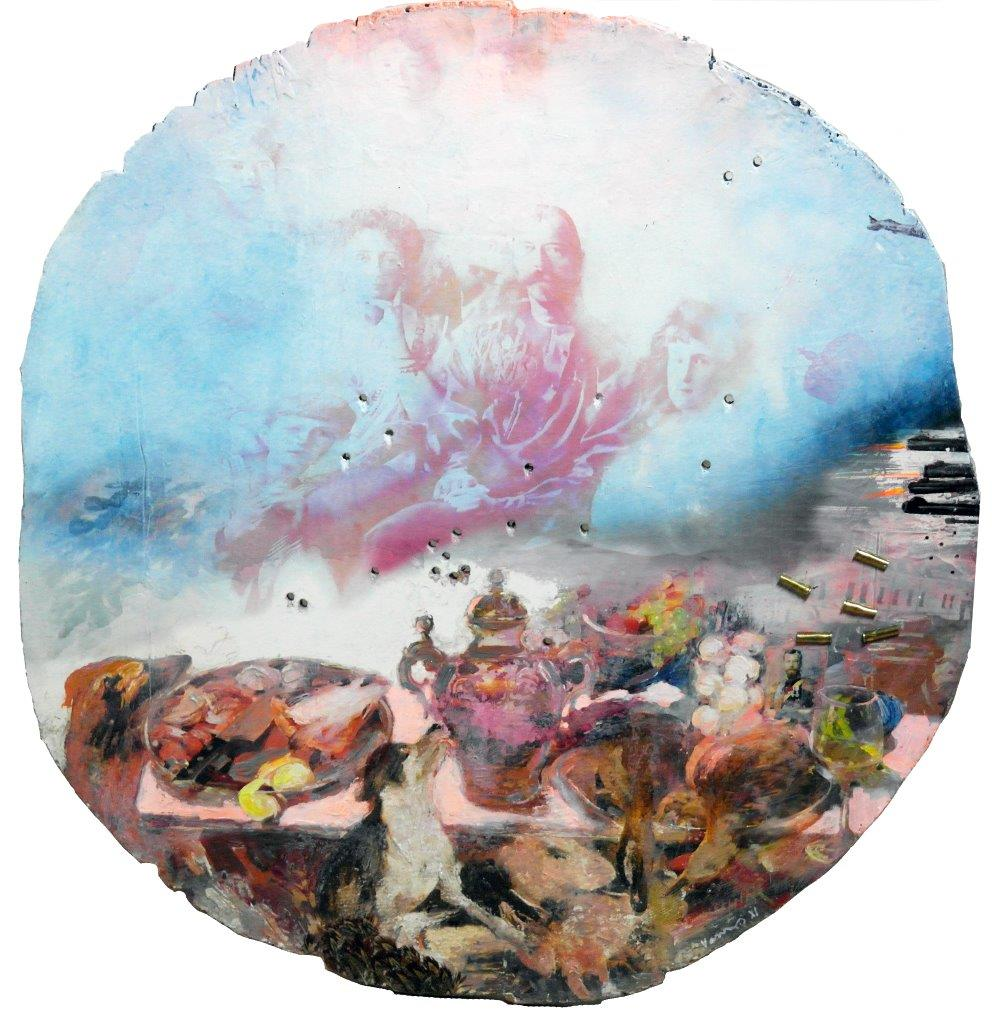
„Carská večeře“, (průměr 85 cm)
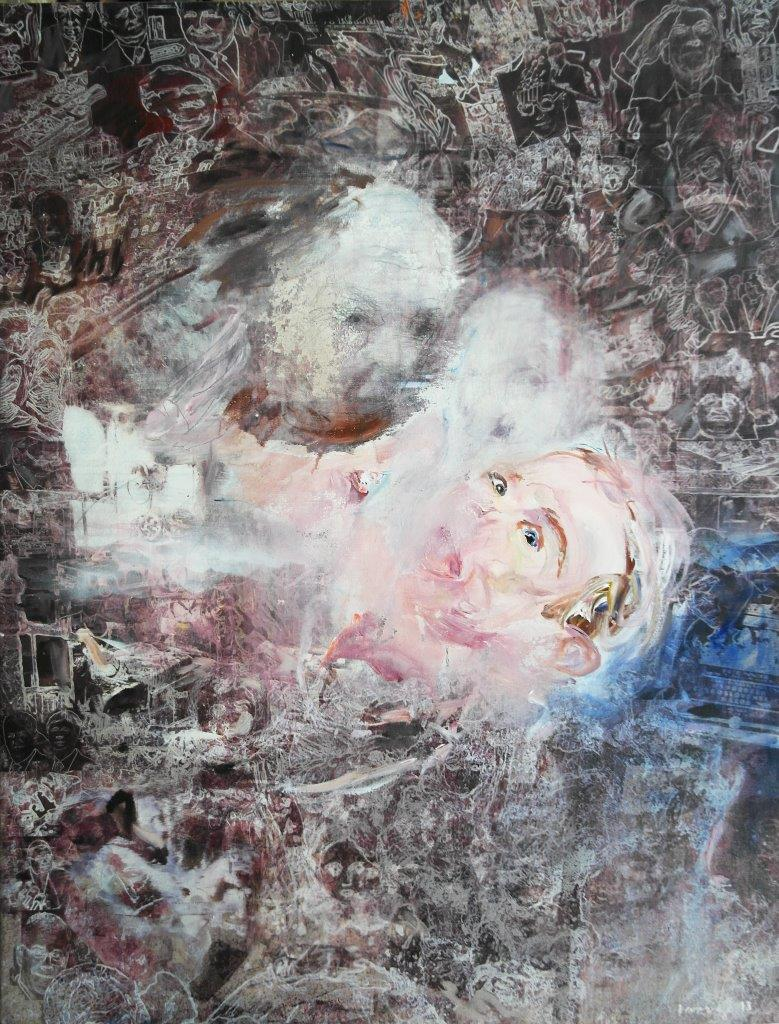
„Prožili 20. století“, (130 × 115 cm)
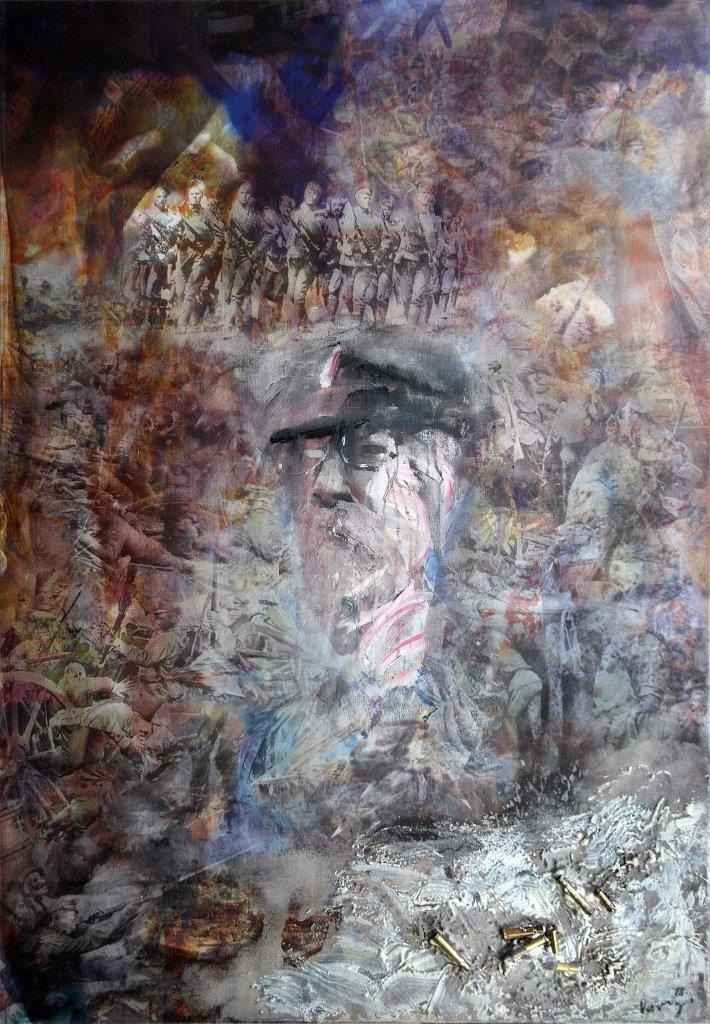
„Hoši od Zborova“, (130 × 115 cm)
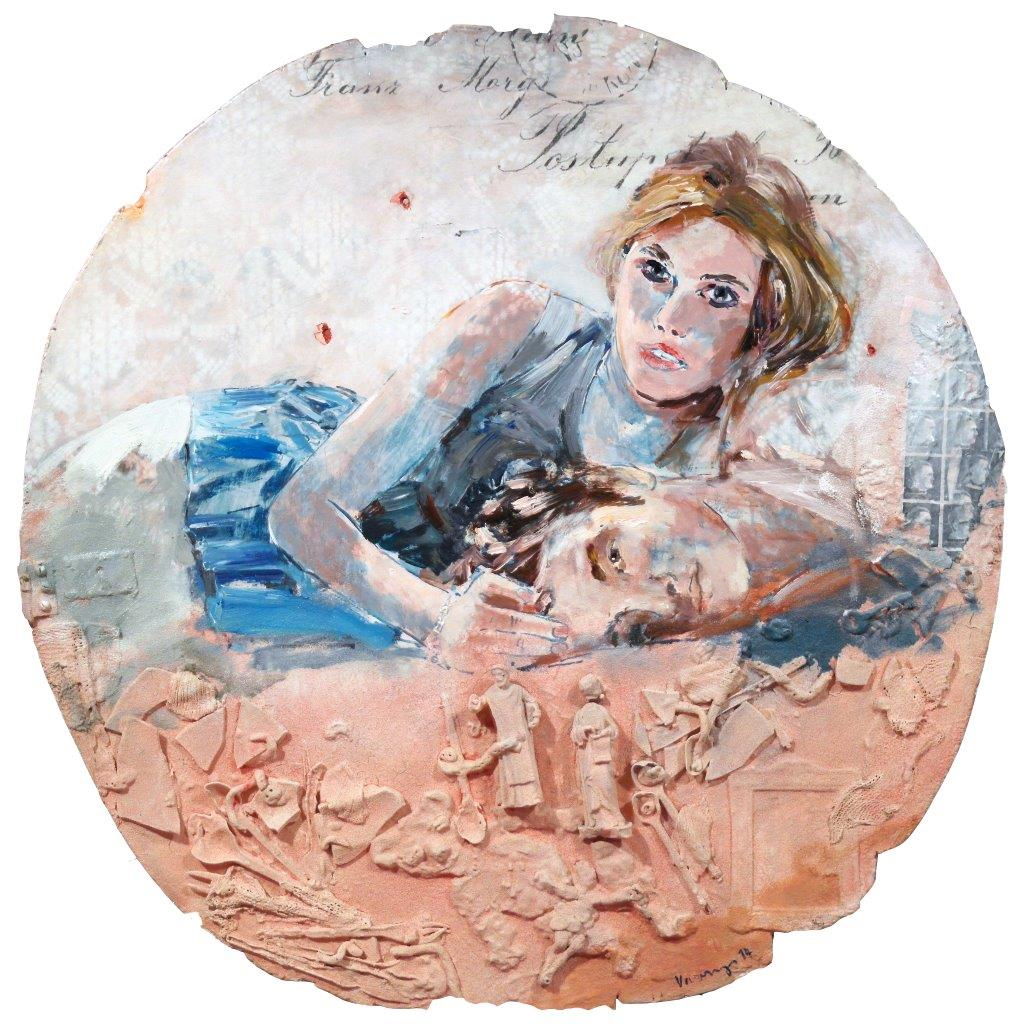
„Heydrichiáda“, (průměr 85 cm)
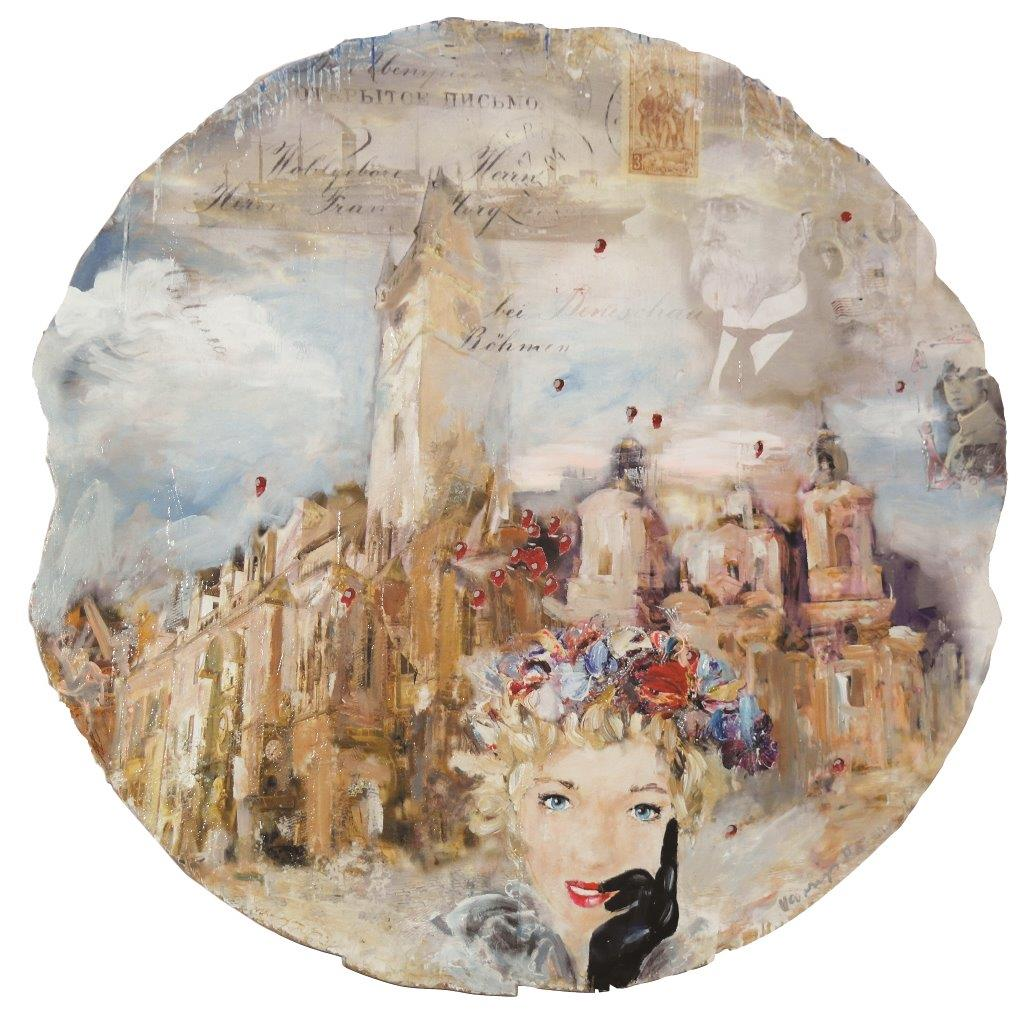
„28. říjen 1918“, (průměr 85 cm)
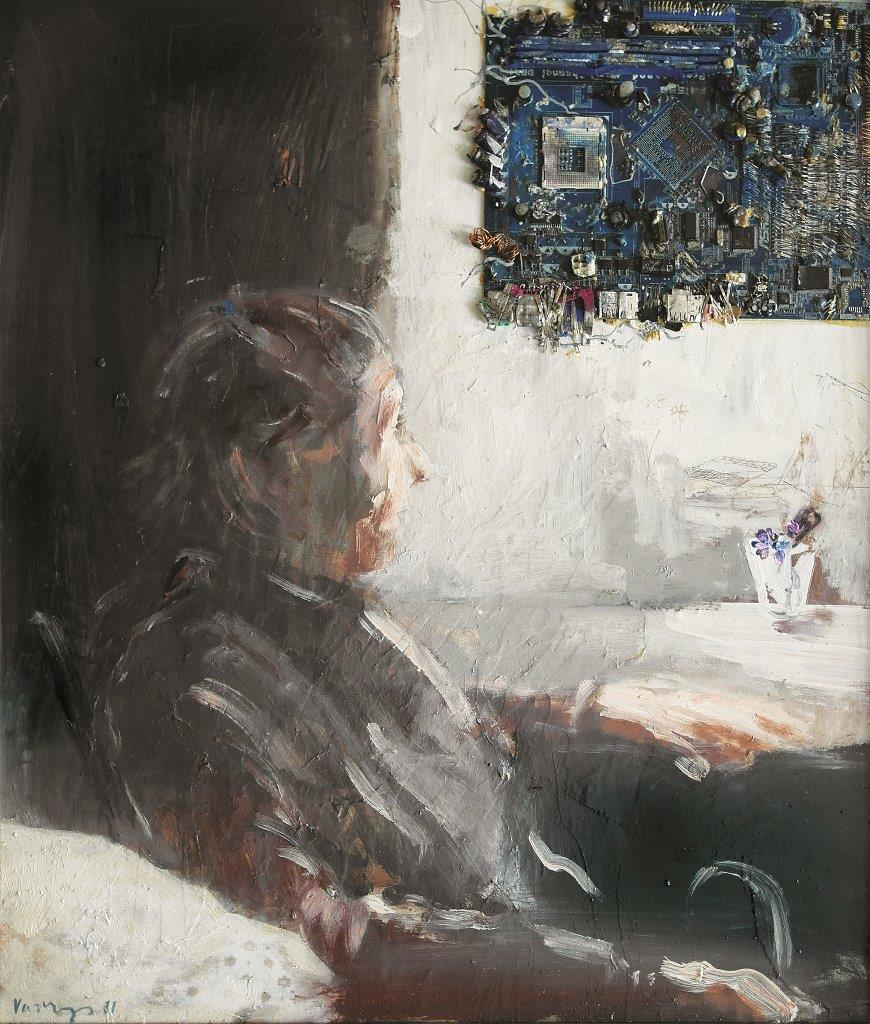
„Vzpomínání“, (55 × 65 cm)
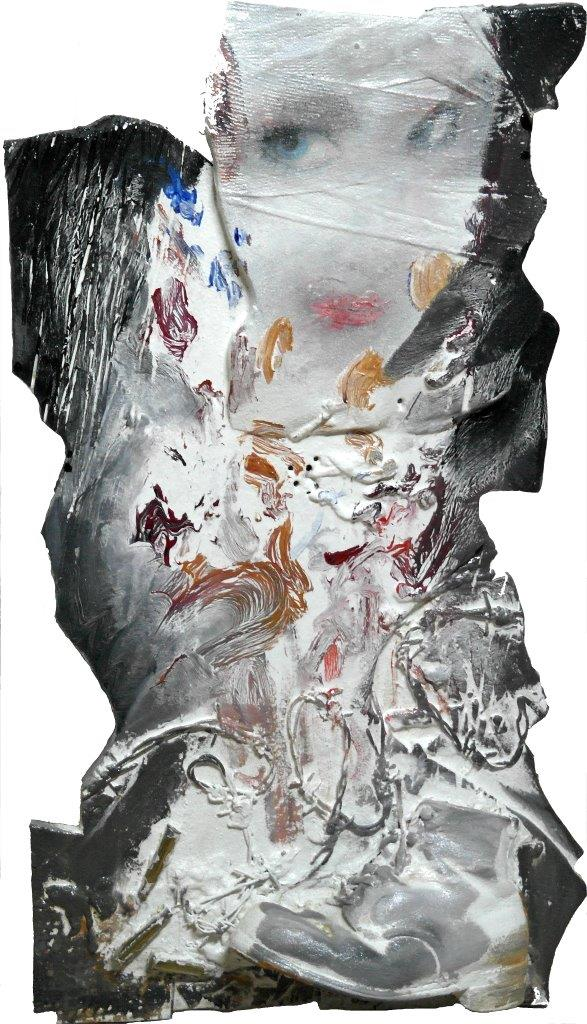
„V zákopu“, (77 × 47 cm)
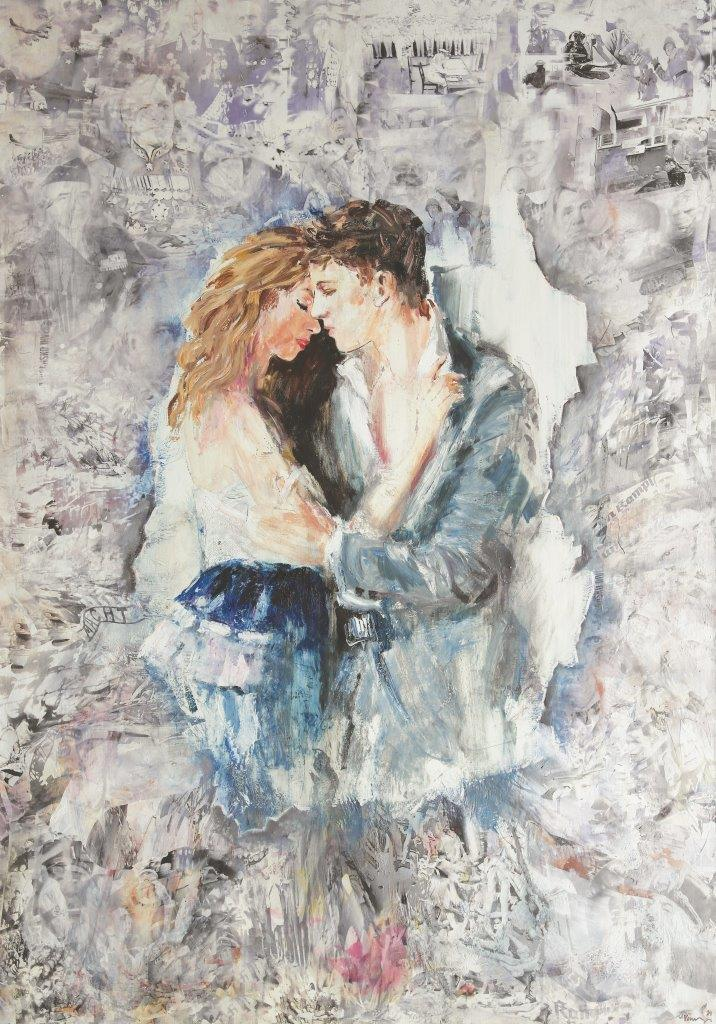
„Květen 1945“, (200 × 140 cm)
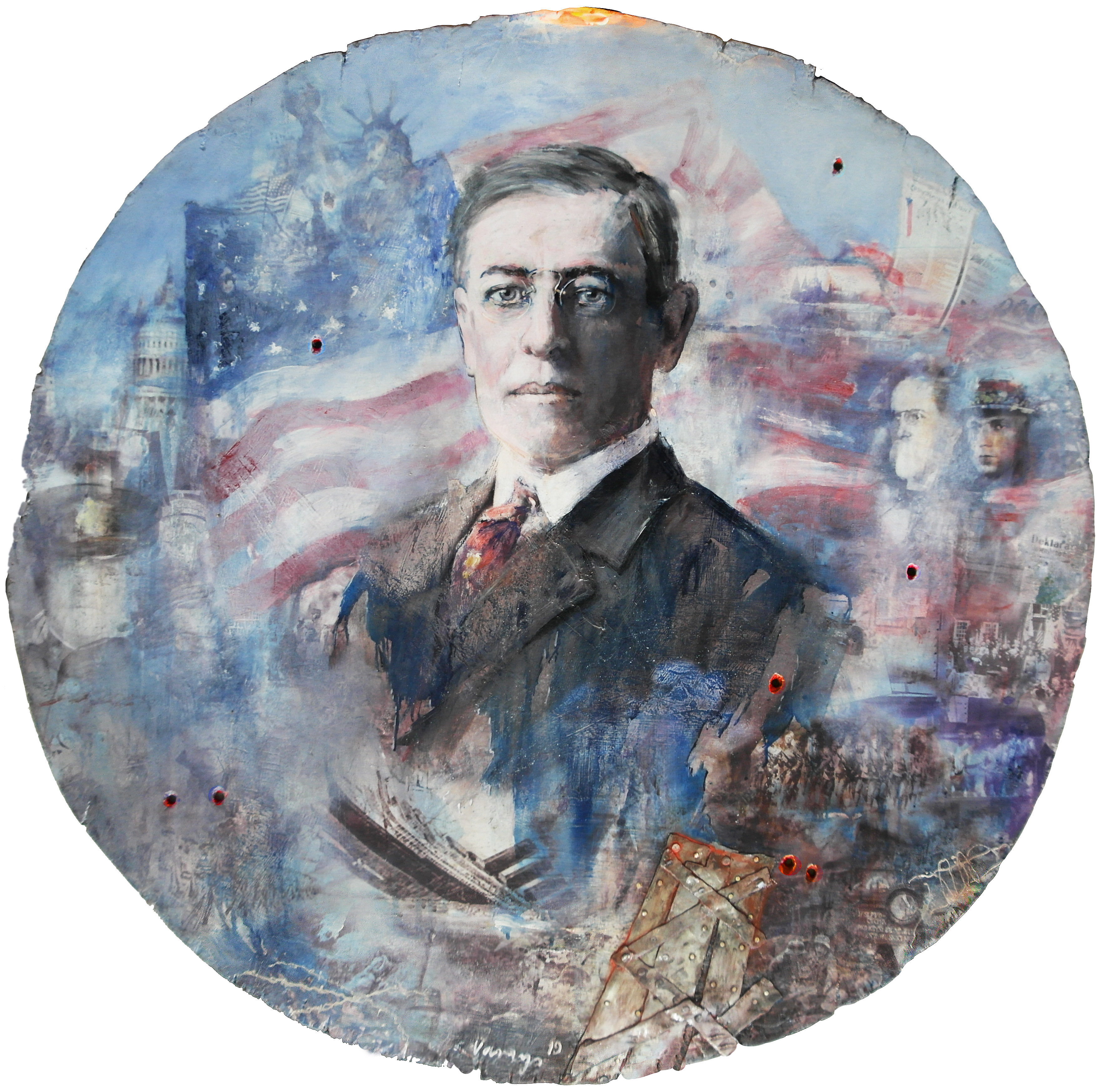
„Woodrow Wilson“, (malba na dřevě, střelecký terč)
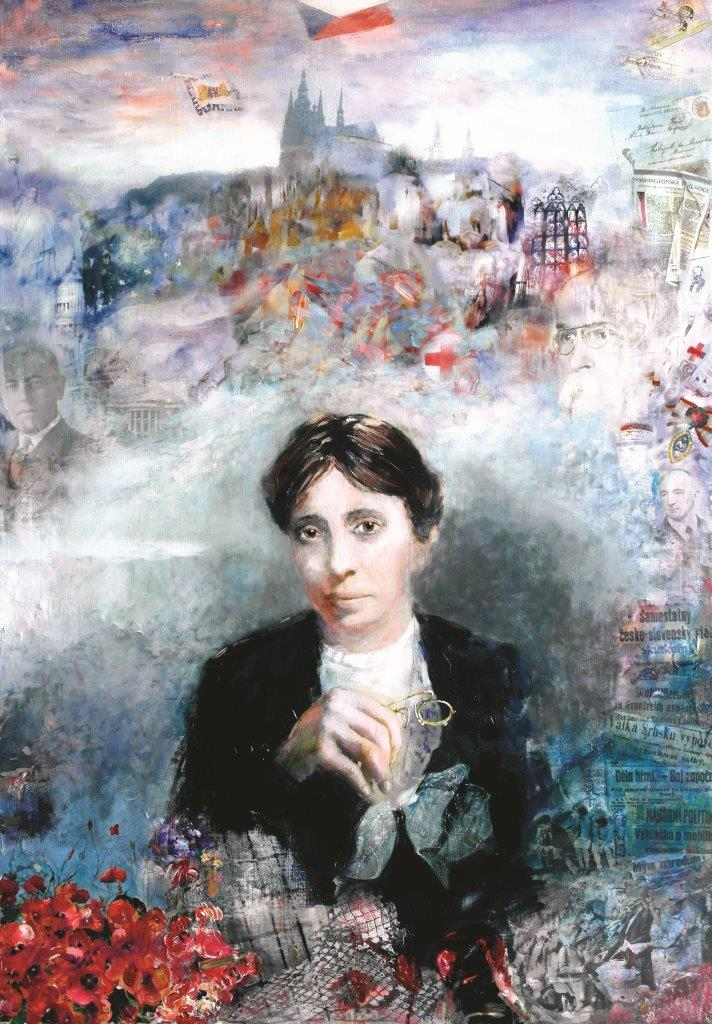
Obraz na plátně s portrétem Alice Garrigue Masarykové (115 x 90 cm)
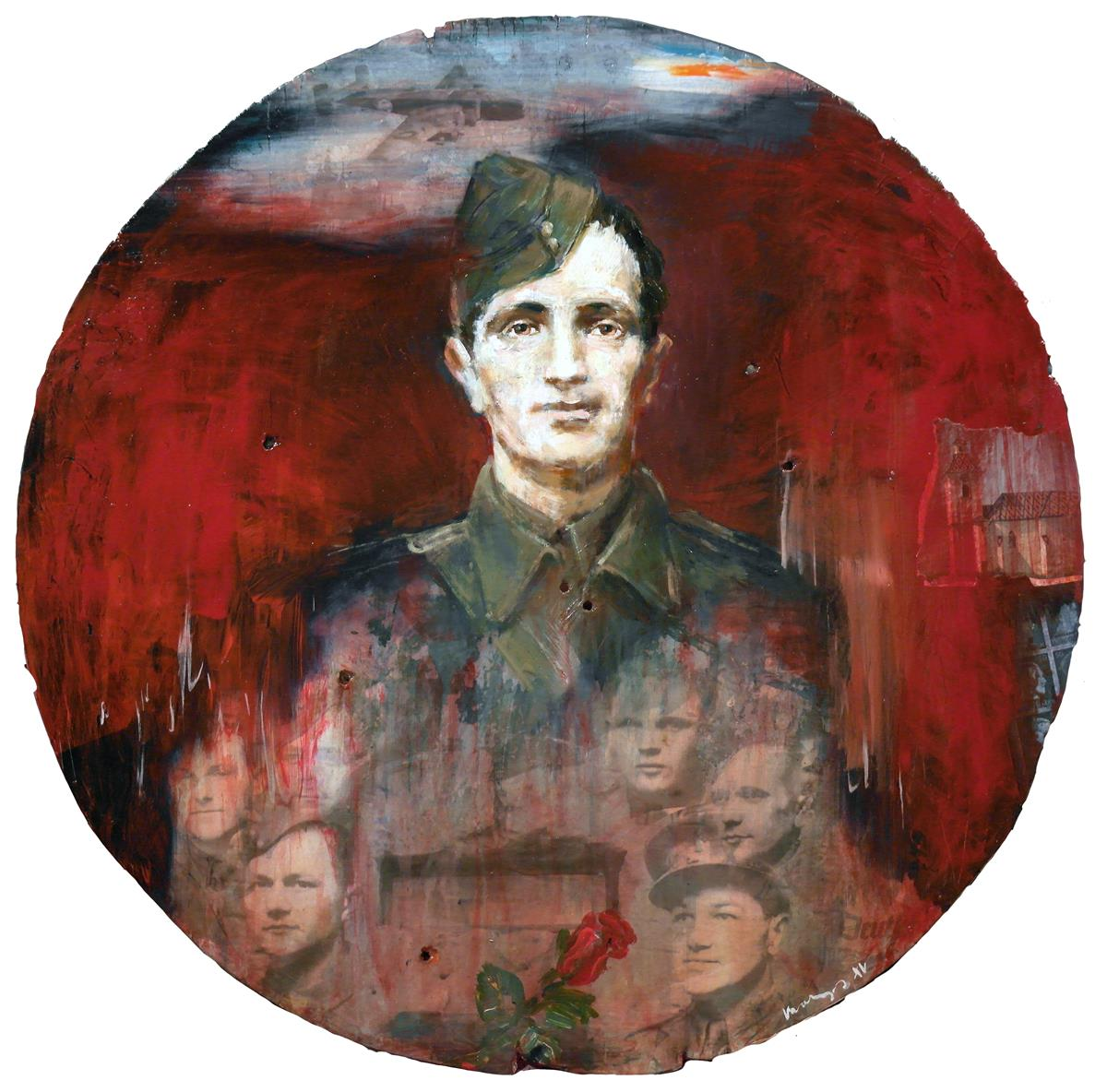
Parašutista Jan Hrubý (střelecký terč)
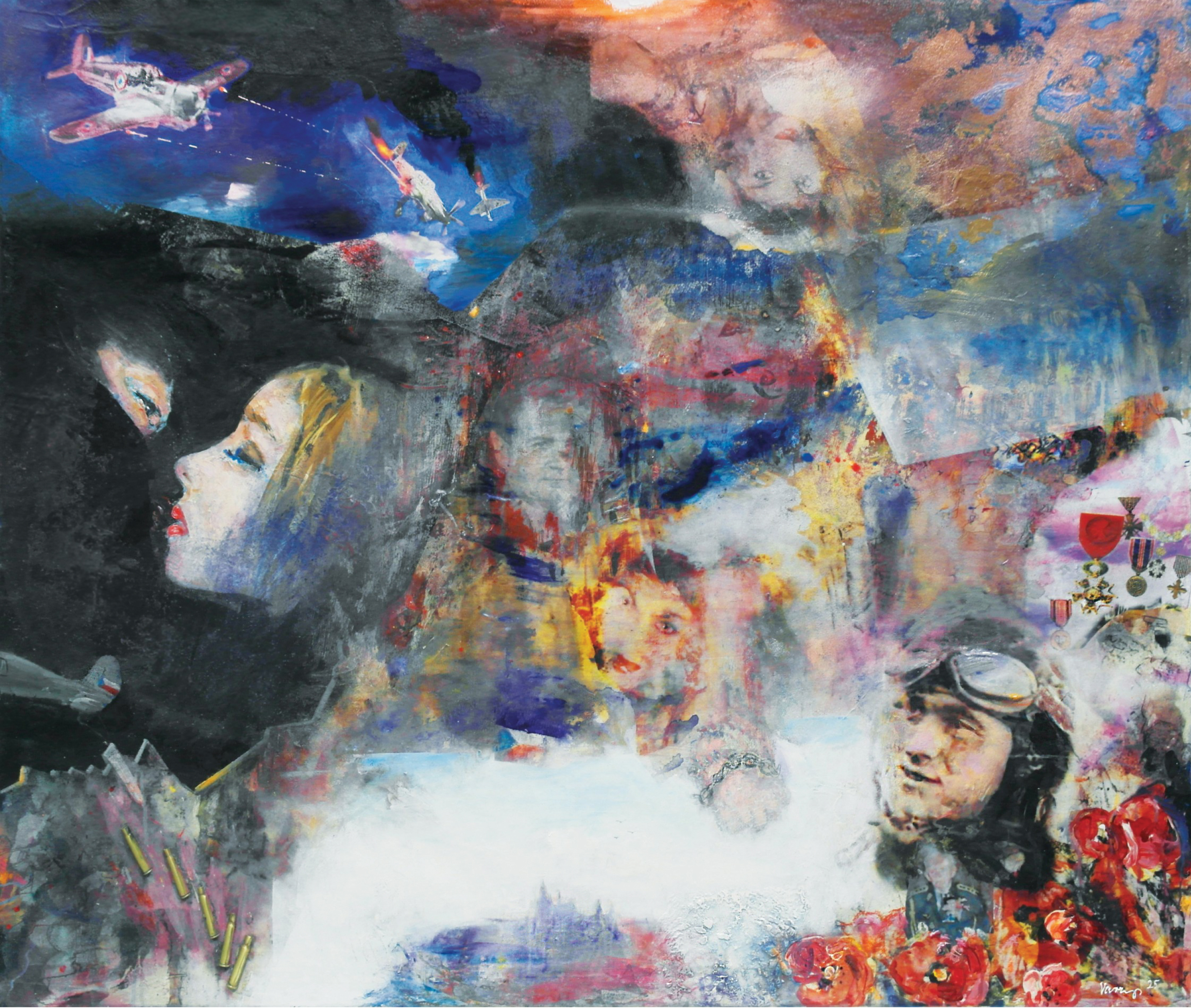
Příběh generálporučíka Františka Peřiny (110 x 130 cm)

### Tři varianty obrazůIn memoriam 2018–2020
Pro výstavní potřeby cyklu Česká paměť vytvořil začátkem roku 2019 Pavel Vavrys koláž na plátně (s rozměry 135 x 85 cm) s názvem In memoriam 2018. Díla z cyklu Česká paměť byla v únoru a březnu 2019 vystavována v Atriu Poslanecké sněmovny Parlamentu České republiky. Součástí této výstavy byl i tento obraz, zachycující skupinový portrét 29 českých vojáků padlých v zahraničních vojenských operacích do roku 2018. Po skončení výstavy se autor rozhodl, že jej věnuje Armádě České republiky. Obraz převzal v budově Generálního štábu náčelník Generálního štábu Armády ČR armádní generál Aleš Opata. a je vystaven v prostorách budovy Generálního štábu.
Po předání obrazu si Pavel Vavrys ještě v roce 2019 vytvořil (pro doplnění cyklu Česká paměť) druhou variantu obrazu In memoriam 2018 (s rozměry 136 x 86 cm). Tentokrát použil kombinovanou techniku na pevném podkladě. Již první varianta obrazu si získala zvýšenou pozornost některých vojenských poradců, kteří navrhovali jeho umístění v prostorách Ministerstva obrany. Jejich záměru autor vyhověl a ještě téhož roku (2019) předal osobně druhou variantu obrazu In memoriam 2018 jako dar Ministerstvu obrany do rukou ministra obrany Lubomíra Metnara, který jej nechal umístit na čestné místo v předsálí své kanceláře.
Třetí varianta obrazu In memoriam 2018 začala vznikat ještě v roce 2019. Pro obraz o rozměrech 155 x 145 cm zvolil Pavel Vavrys kombinovanou techniku na plátně a po doplnění díla o osobu rotmistryně (štábní praporčice in memoriam) Michaely Tiché (1993–2020) nazval obraz In memoriam 2020. Ještě ne zcela dokončené dílo, které postupně vznikalo od roku 2018 a jež vyvěralo z vnitřní Vavrysovy potřeby a pocitu lítosti nad ztracenými mladými životy zaujalo při návštěvě umělcova ateliéru jeho přátele z řad příslušníků Armády České republiky, se kterými již malíř dříve spolupracoval při vytváření reprodukcí první varianty obrazu In memoriam 2018 pro sály cti rozmístěné u vojenských útvarů v České republice. Vojenští přátelé Pavla Vavryse přesvědčili, že po úplném dokončení obrazu In memoriam 2020 by dílo, vzhledem ke svému obsahu, mělo být vystaveno na významném místě a později pak autorovi zprostředkovali darování obrazu do sídla Úřadu vlády ČR – do Strakovy akademie. Tam od umělce převzal obraz předseda vlády Andrej Babiš. V první polovině ledna roku 2021 zaujalo toto dílo čestné místo poblíž kanceláře premiéra na chodbě Strakovy akademie. Dílo zobrazuje tváře českých vojáků, kteří přišli o život během posledních několika let na zahraničních vojenských misích. Obraz si se zájmem prohlédl a okomentoval jej (pro Českou televizi) i končící americký velvyslanec Stephen King při své návštěvě premiéra Andreje Babiše u příležitosti konce diplomatického působení v České republice.
... Tady jsou lidé, hrdinové, kteří se obětovali, aby bránili právo ostatních, aby mohli být svobodní a užívat si demokratického způsobu života. ... Tito vojáci se vzdali svých zítřků, abychom my mohli dnes žít. Jsou to hrdinové ...
Stephen King, před obrazem In memoriam 2020 ve Strakově akademii v lednu 2021, 

Varianty díla In memoriam 2018–2020
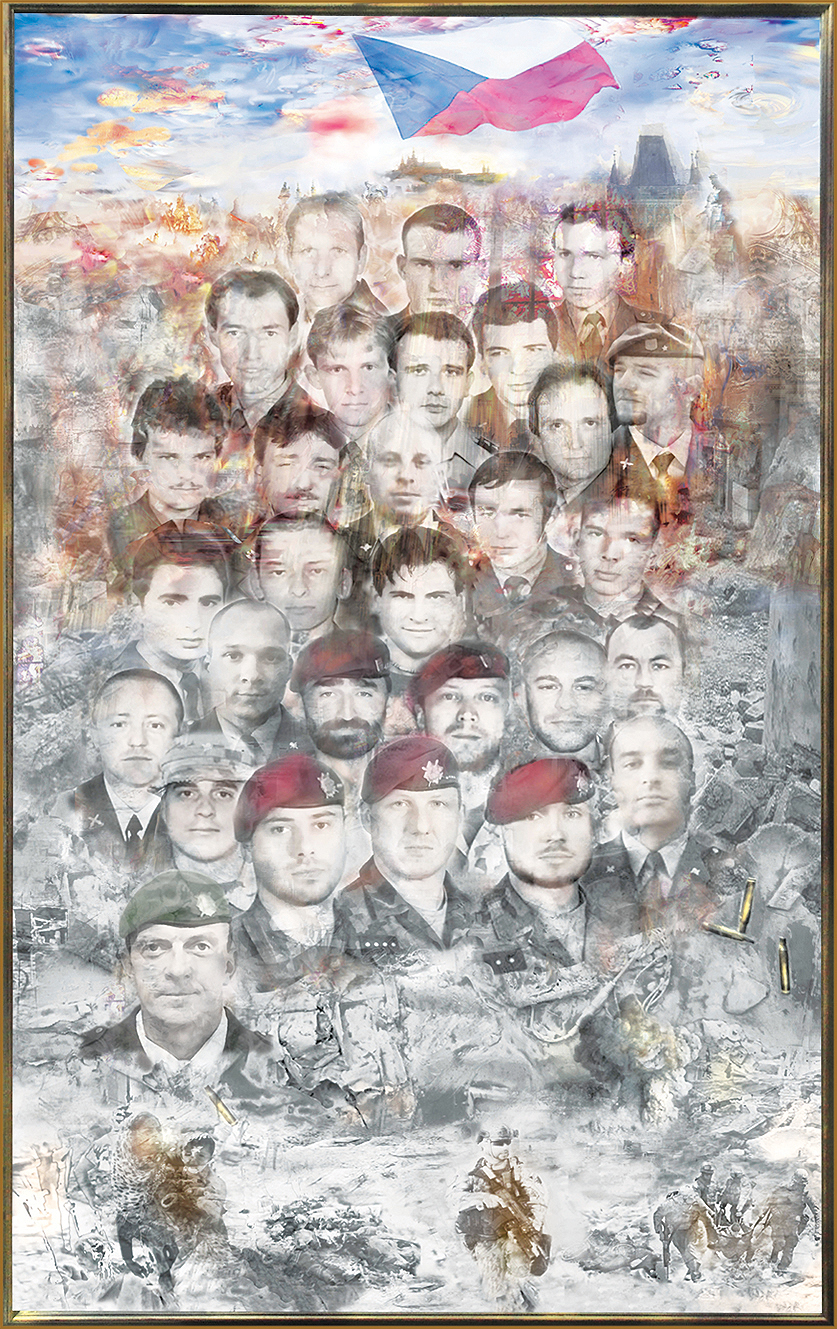
In memoriam 2018, (koláž na plátně; 135 × 85 cm)
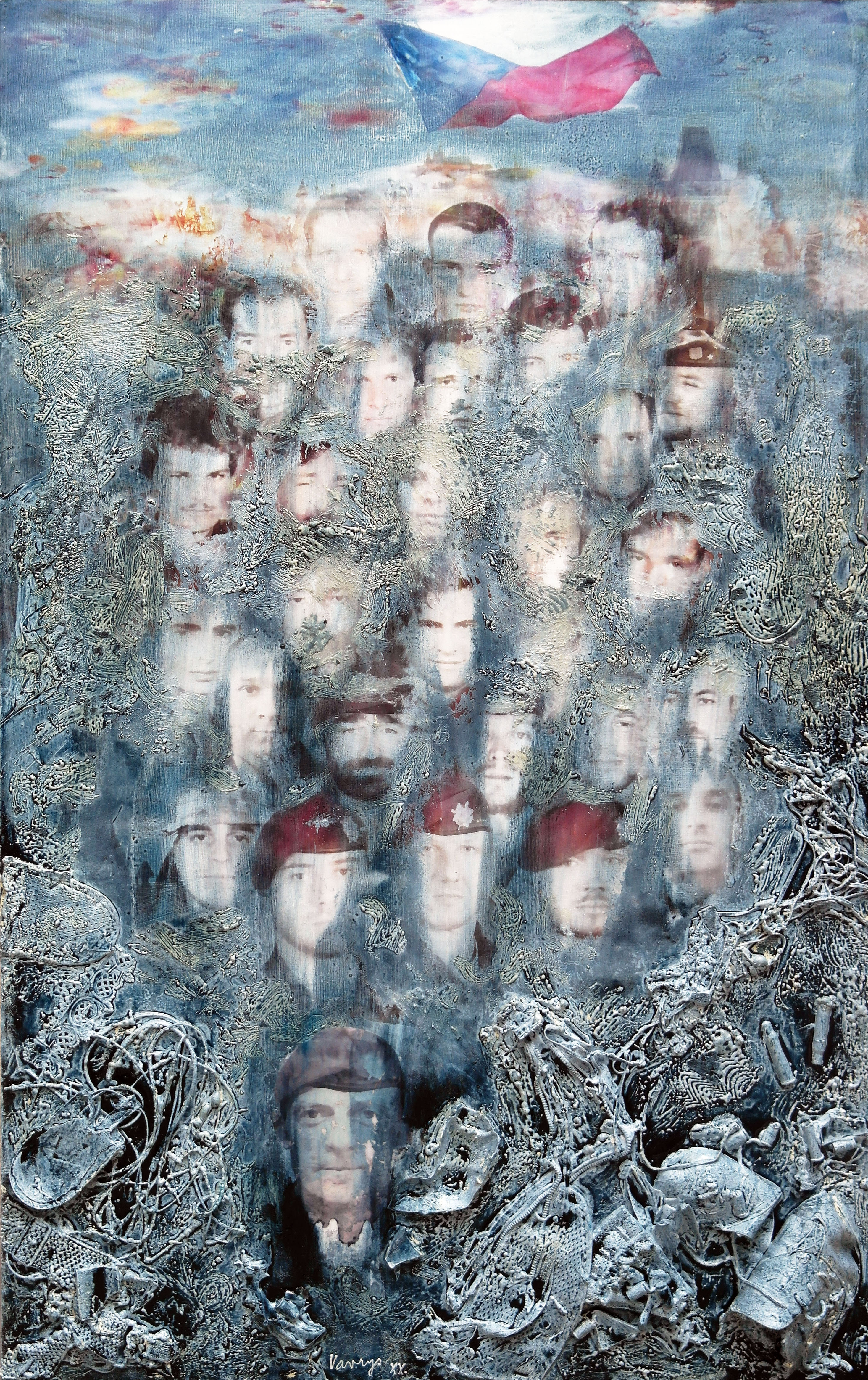
In memoriam 2018, (kombinovaná technika na pevném podkladě; 136 × 86 cm)
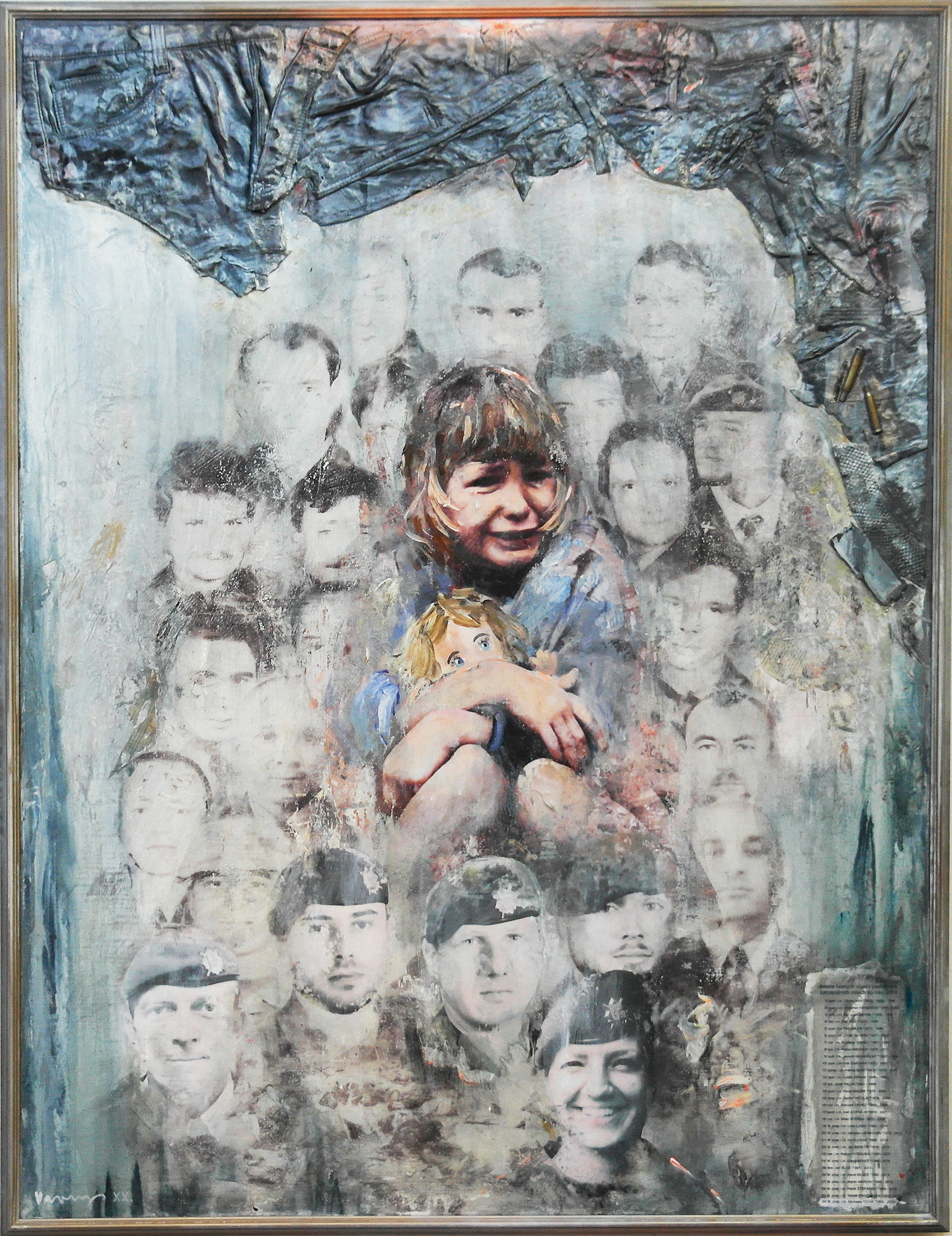
In memoriam 2020, (kombinovaná technika na plátně; 155 × 145 cm)

### Spojuje nás jedno
Obraz s názvem Spojuje nás jedno znázorňuje dvojici vojáků a jednoho policistu během jejich nasazení v zahraničních operacích. Dílo bylo slavnostně odhaleno v úterý 27. července 2021 v Komunitním centru pro válečné veterány (KCVV) Praha, které se nachází nedaleko Ústřední vojenské nemocnice v pražském Břevnově. Při odhalení, jehož se účastnil náčelník Generálního štábu AČR armádní generál Aleš Opata, došlo symbolicky k propojení dvou generací vojenských veteránů tím, že obraz společně odhalili český válečný veterán z druhé světové války generálmajor ve výslužbě Miloslav Masopust (* 26. září 1924) a válečný veterán z Iráku kapitán Mattia Bernardini z 21. základny taktického letectva Čáslav.

### Obraz s portrétem Alice Masarykové
Obraz na plátně o rozměrech 115 x 80 cm dokončený v roce 2024 zachycuje portrét Alice Garrigue Masarykové dcery Tomáše Garrigue Masaryka a Charlotty Garrigue Masarykové. Dílo bylo veřejnosti poprvé slavnostně představeno na vernisáži výstavy „Příběh Alice Garrigue Masarykové a výběr z obrazového cyklu Česká paměť“ v pražské Písecké bráně dne 5. června 2024 za přítomnosti vrcholných představitelů Českého červeného kříže, který (tehdy jako Československý červený kříž) v roce 1919 Alice Masaryková založila a následujících 20 let byla jeho předsedkyní. Po skončení výstavy (24. června 2024) byl v první dekádě července 2024 originál obrazu slavnostně předán do rukou prezidenta ČČK Marka Jukla. Obraz bude sloužit k reprezentačním účelům v centrále Českého červeného kříže v Praze jako součást oslav 105. výročí založení této organizace.

### Příběh generálporučíka Františka Peřiny
Obraz s názvem „Příběh generálporučíka Františka Peřiny“ o rozměrech 110 x 130 cm vytvořil Pavel Vavrys v roce 2025. Dílo je zamýšleno pro Základní školu genpor. Františka Peřiny, která sídlí v Praze 6 – Řepích (v Socháňově ulici 19/1139) na podporu důstojného průběhu připomenutí (v roce 2026) výročí 115 let od Peřinova narození a 20 let od jeho úmrtí. (Generálporučík František Peřina žil v letech 1911 až 2006).